# Walt Disney World Resort
Koordinaten: 28° 22′ 20″ N, 81° 32′ 58″ W
Das Walt Disney World Resort (kurz WDW, auch Walt Disney World und Disney World genannt) ist ein Themenpark-Komplex in der Nähe von Orlando in Florida und gehört zur Abteilung Disney Parks, Experiences and Products der Walt Disney Company. Das Resort umfasst vier Themenparks (Magic Kingdom, Epcot, Disney’s Hollywood Studios und Disney’s Animal Kingdom), zwei Wasserparks (Disney’s Typhoon Lagoon, Disney’s Blizzard Beach), 27 Themenhotels, 9 Hotels, welche nicht zu Disney gehören, mehrere Golfplätze, ein Camping-Resort und weitere Vergnügungseinrichtungen sowie das Einkaufszentrum Disney Springs. Zusammen ergeben die Parks plus Zusatzeinrichtungen wie etwa Straßen, Nutzgebäude, ungenutzte Freiflächen eine Bruttofläche von etwa 11.330 Hektar (=113,3 km²), was das Walt Disney World Resort zum flächenmäßig größten Freizeitkomplex der Welt macht (die eigentliche Nettofläche, die sich auf die einzelnen Parks verteilt und anhand derer die Größe eines Freizeitkomplexes gemessen wird, ist wesentlich kleiner).

## Geschichte

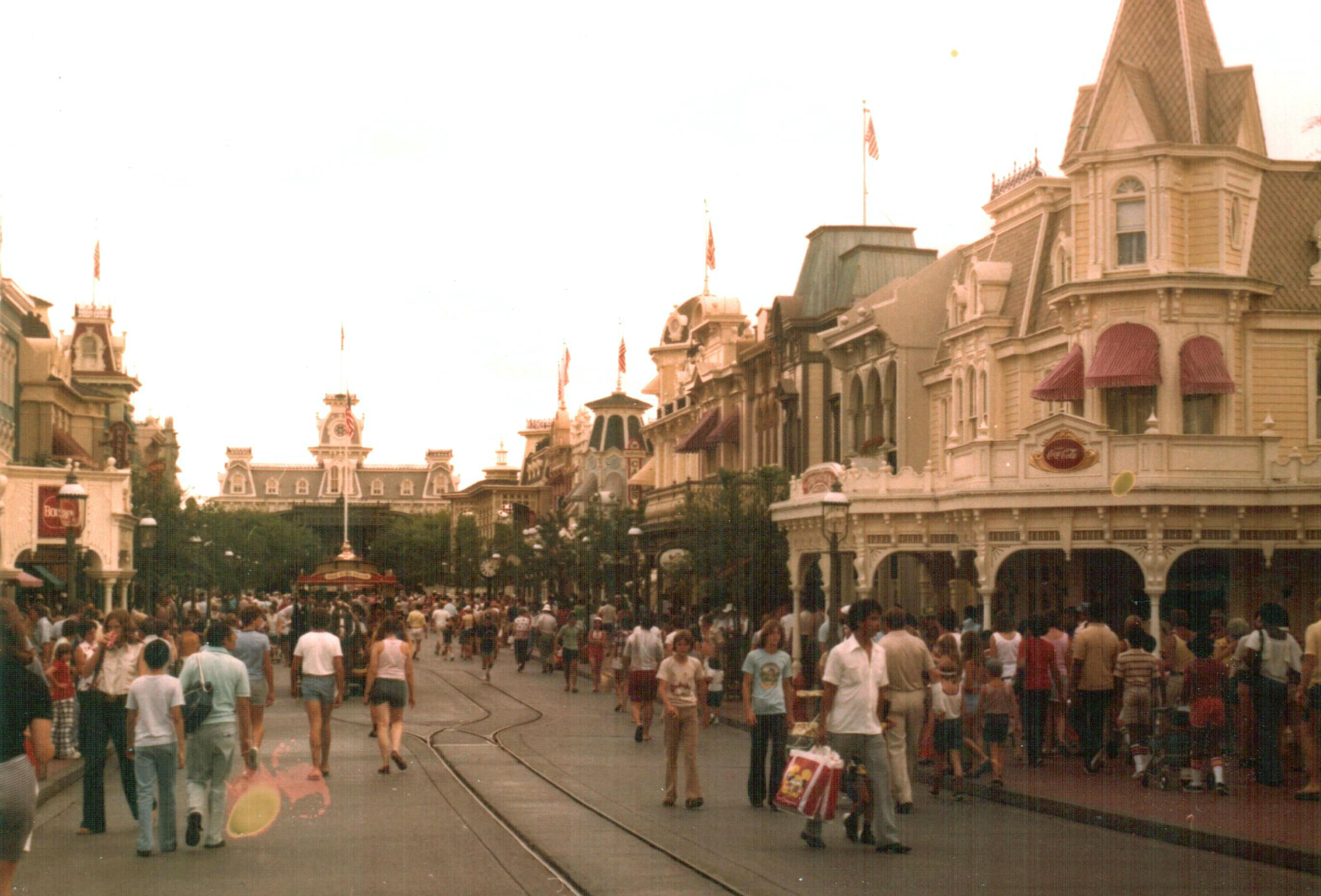
Main street U.S.A. – Florida, 1977

Im Jahr 1958 kam in Walt Disney die Idee für ein neues Themenpark-Projekt auf, nachdem das Disneyland in Kalifornien zu einem großen Erfolg geworden war. In den Jahren 1958, 1959 und 1961 beauftragte er deshalb Buzz Prize, einen Wirtschaftswissenschaftler, welcher die Ostküste der USA für das Projekt Disneyland East untersuchen sollte. Prize empfahl Disney Florida als nächsten Standort für ein Großprojekt. Daraufhin wurde nach Gebieten in Florida gesucht, wo Disney Land in der Größe von 4.000 Hektar kaufen konnte und welches nicht an der Küste gelegen war. Die Anforderung, dass Disney keinen Themenpark am Meer eröffnen wollte, begründete er damit, dass man selbst Seen und Wasserstraßen erstellen würde, da wo man diese benötige.
Die grundlegende Idee zu Disney World war die Vorstellung Walt Disneys, ein noch größeres Disneyland zu bauen und es auch ständig erweitern zu können, unabhängig vom Platzbedarf; im Disneyland Resort waren infolge des großen Erfolgs von Disneyland schnell alle umliegenden Grundstücke von anderen Investoren aufgekauft worden, sodass an zusätzliche Flächen nicht mehr zu denken war. Deshalb kaufte Disney Anfang der 1960er Jahre heimlich über diverse Tarnfirmen und andere Investoren günstig Land in der Gegend um Orlando auf. Die Taktik war auch erfolgreich, denn erst nachdem der Großteil der Fläche für Disney World erworben war, kamen Gerüchte auf, dass Disney einen neuen Park in Orlando plane. Disney World war ebenfalls als eine Art Disneyland für die Zukunft geplant worden.
Das Projekt sollte ebenfalls eine Arbeitsgemeinschaft enthalten, mit der Disney seine Ideen für Stadtplanung testen könnte. Disney nannte dieses Projekt Experimental Prototype Community (oder City) of Tomorrow (kurz: EPCOT). Disney war zu Lebzeiten sehr interessiert an den gesellschaftlichen Entwicklungen der Zukunft und wollte so gestaltend darauf einwirken. Tatsächlich wurde später ein Themenpark namens Epcot im Walt Disney World Resort eröffnet, allerdings nicht vollständig in der Form, wie es sich Disney vorgestellt hatte. Das Projekt Epcot, für das Disney viel plante und arbeitete, konnte er nie verwirklicht sehen, da er bereits 1966 starb. Allerdings wurde in der Nähe des Epcot-Themenparks eine Stadt nach den Vorstellungen Disneys erbaut. Celebration, wie die Disney-Stadt genannt wird, wurde 1996 von der Walt Disney Company gegründet.
Das Resort sollte eigentlich Disney World genannt werden. Vor der Eröffnung wurde der Park jedoch zu Ehren von Walt Disney von seinem Bruder Roy Oliver Disney in Walt Disney World umbenannt.
Das Walt Disney World wie auch das Disneyland hatten eine eigene Währung: Der Disney Dollar. Diese Währung ist eins zu eins mit dem US-Dollar umrechenbar. Die Währung hat deshalb mehr Gutschein-Status. 2016 wurde bekanntgeben, dass die Produktion eingestellt wurde. Existierende Disney Dollar können weiterhin zur Bezahlung verwendet werden.
Am 28. März 2024 wurde über eine Einigung des Unternehmens mit der politischen Verwaltung erzielt nach einer Auseinandersetzung über eine gewisse Selbstverwaltung des Verwaltungsbezirks durch das Unternehmen.

## Eröffnung
Der Komplex wurde am 1. Oktober 1971 eröffnet und kostete bis zu seiner Fertigstellung 400 Millionen US-Dollar.

## Geografische Lage und Verkehrsanbindung

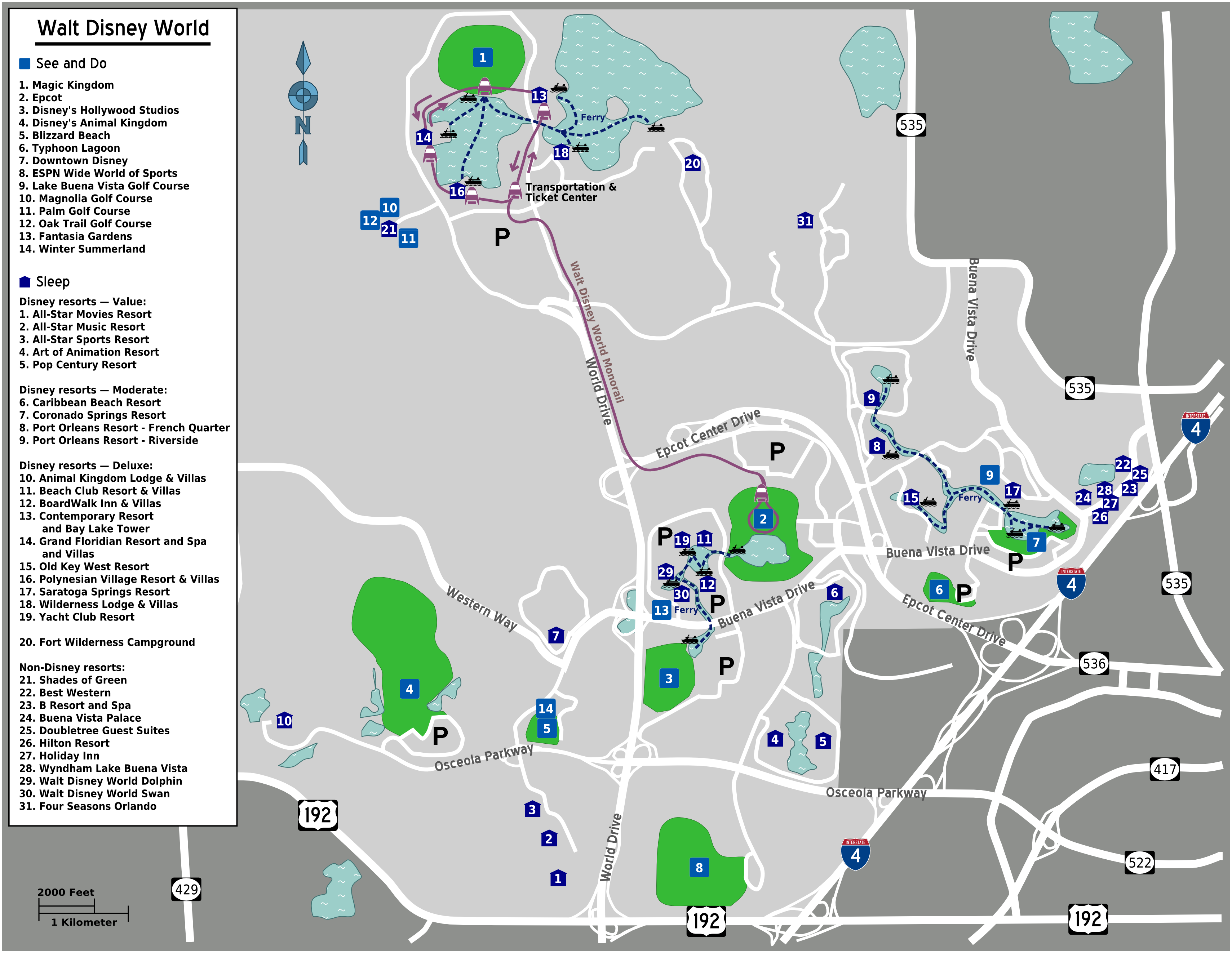
Lageplan der Walt Disney World

Das Walt Disney World Resort liegt etwa 34 km südwestlich der Innenstadt von Orlando, Florida, und erstreckt sich über die Countys Orange und Osceola. Auf dem Gelände befinden sich die Städte Lake Buena Vista und Bay Lake, die ursprünglich zum Reedy Creek Improvement District gehörten. Heute wird das Gebiet jedoch als Central Florida Tourism Oversight District verwaltet, nachdem der Reedy Creek Improvement District am 1. Juni 2023 aufgelöst und durch einen staatlich kontrollierten Distrikt ersetzt wurde. Diese Umstrukturierung erfolgte, nachdem Disney öffentlich ein Gesetz von Gouverneur Ron DeSantis kritisiert hatte, das den Unterricht zu Geschlechtsidentität und sexueller Orientierung in Schulen beschränkt.

Ursprünglich umfasste das Resort bei seiner Gründung etwa 12.342 Hektar. Im Laufe der Jahre wurden Teile des Gebiets verkauft oder ausgegliedert, sodass die Fläche bis 2014 auf etwa 10.117 Hektar schrumpfte. In den Jahren 2018 und 2020 konnte Disney jedoch wieder rund 1.214 Hektar hinzugewinnen, wodurch das Gelände heute etwa 11.330 Hektar umfasst.

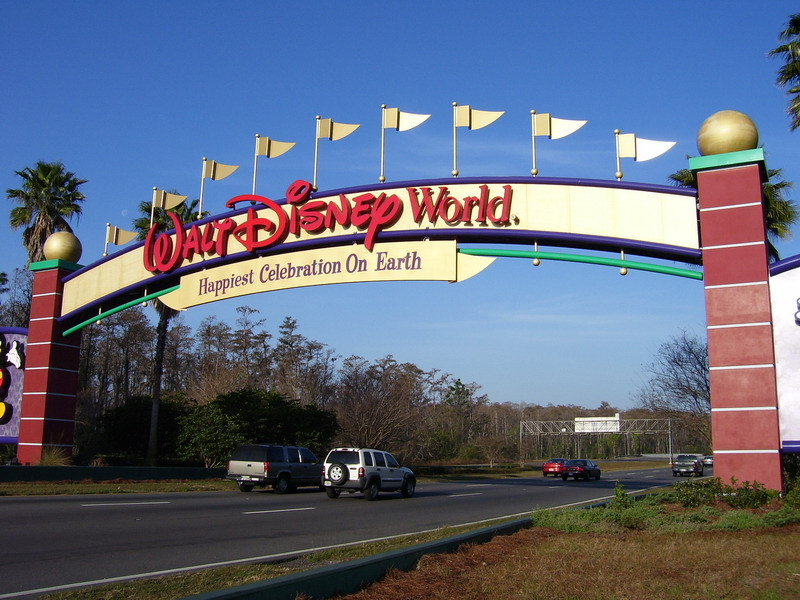
Einer von vier Bögen, die Gäste im Resort willkommen heißen.

### Anreise und Verkehrsanbindung

#### Straßenverkehr
- Interstate 4 mit den Ausfahrten 62B (World Drive), 64B (US 192 West), 65B (Osceola Parkway West), 67B (SR 536 West) und 68 (SR 535 Nord). Wichtigster Zubringer des Resorts. Verbindungen nach Tampa und Orlando.
- Florida’s Turnpike: Eine mautpflichtige Autobahn, die eine Verbindung zwischen Miami und Orlando bietet und in der Nähe des Resorts verläuft.
- U.S. Route 192 (US 192): Verläuft südlich des Resorts und bietet Zugang zu verschiedenen Eingängen und benachbarten Unterkünften. Verbindet Melbourne mit dem Resort.
- U.S. Route 27 (US 27): Läuft westlich des Resorts und verbindet es mit Miami und Georgia.
- State Road 417 (SR 417): Eine mautpflichtige Umgehungsstraße östlich von Orlando, die eine alternative Route zum Resort darstellt. Verbindet das Resort mit Sanford über Oviedo. Bietet eine schnelle Verbindung zum Flughafen Orlando.
- State Road 429 (SR 429): Bietet eine westliche Umgehung und direkten Zugang zu einigen Resort-Bereichen. Verbindet das Resort ebenfalls mit Sanford über Apopka.

Innerhalb des Resorts sorgt ein umfassendes Transportsystem mit Bussen, Booten und einer Monorail für die bequeme Fortbewegung der Gäste.

#### Flughäfen
Das Resort ist über mehrere Flughäfen erreichbar:
- Orlando International Airport (MCO): Der Hauptflughafen der Region, etwa 27 km nordöstlich des Resorts gelegen. Hier stehen Busse der Stadt Orlando, Mietwagen, Shuttle-Services und Fahrdienste wie Uber und Lyft zur Verfügung.
- Orlando Sanford International Airport (SFB): Etwa 52 km nordöstlich des Resorts, hauptsächlich genutzt von Charter- und Billigfluggesellschaften. Transportmöglichkeiten umfassen Mietwagen und Shuttle-Services.
- Melbourne Orlando International Airport (MLB): Etwa 110 km südöstlich des Resorts gelegen, bietet dieser Flughafen eine weitere Alternative für Reisende. Transportmöglichkeiten umfassen Mietwagen und Shuttle-Services.
- Tampa International Airport (TPA): Dieser Flughafen liegt etwa 118 km westlich des Resorts und dient als Alternative, besonders für internationale Flüge. Auch hier gibt es Mietwagen und Shuttle-Services.

Ursprünglich plante Disney den Bau eines eigenen Flughafens innerhalb des Resorts, bekannt als Lake Buena Vista STOLport. Dieser Kurzstreckenflughafen wurde in den 1970er Jahren für den regionalen Flugverkehr genutzt, ist jedoch heute außer Betrieb.

#### Zuganbindung

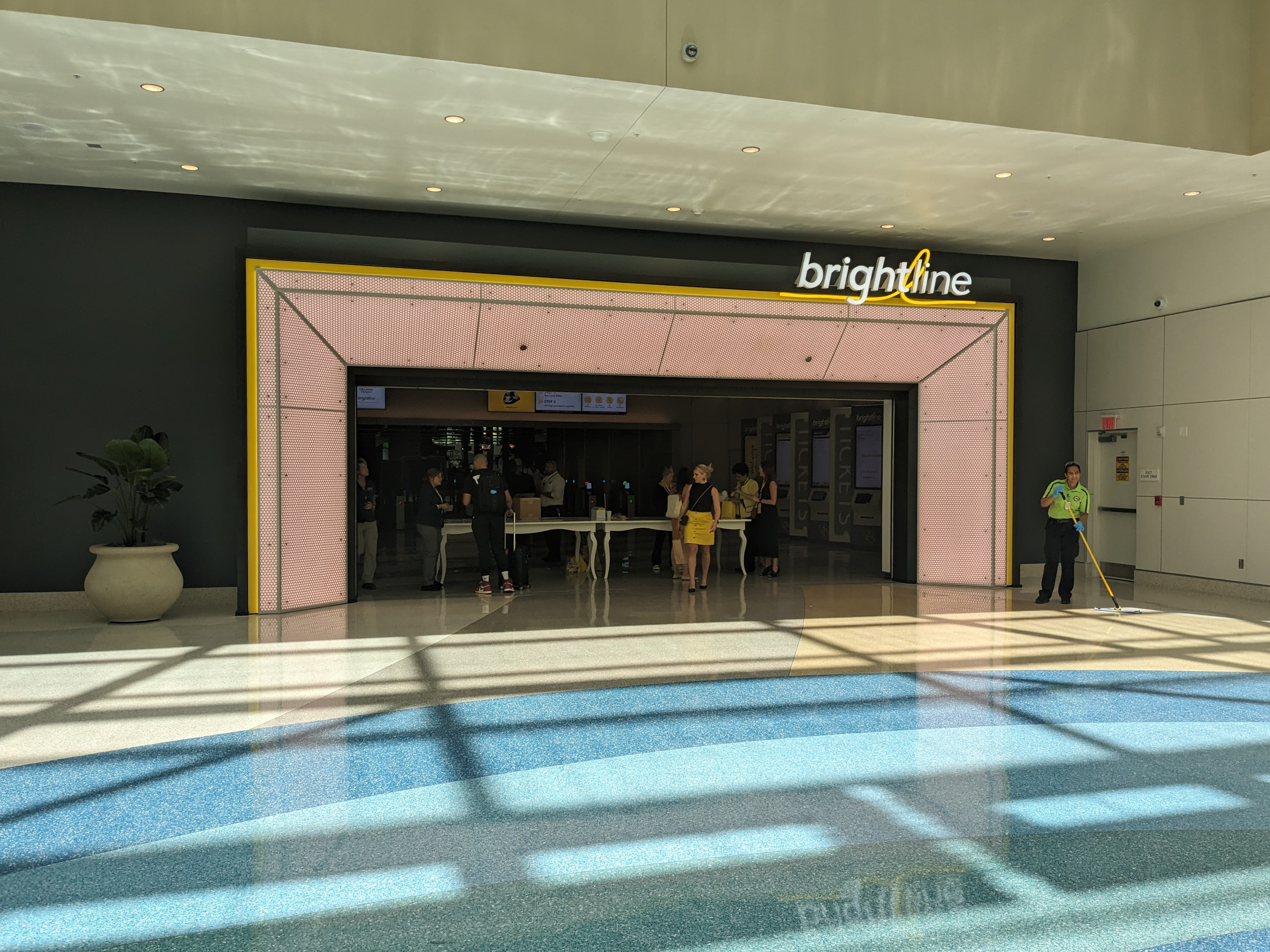
Brightline Station am Flughafen Orlando

Die Anbindung an das Schienennetz ist begrenzt:
- Amtrak: Die Fernzüge Silver Meteor und Silver Star verbinden New York City mit Miami und halten dabei in Orlando und Kissimmee. Der nächstgelegene Amtrak-Bahnhof befindet sich in Kissimmee, etwa 30 km südlich des Resorts. Von dort sind Busse, Taxis oder Fahrdienste erforderlich, um das Resort zu erreichen.
- Brightline: Seit September 2023 verbindet der Hochgeschwindigkeitszug Brightline den Orlando International Airport mit der Stadt Miami. Hier stehen Busse der Stadt Orlando, Mietwagen, Shuttle-Services und Fahrdienste wie Uber und Lyft zur Verfügung.
- SunRail: Das regionale Pendlerzugsystem SunRail hält an mehreren Station in der Nähe des Walt Disney World Resorts (Kissimmee, Tupperware, Sand Lake Road, Orlando). Von dort sind Busse, Taxis oder Fahrdienste erforderlich, um das Resort zu erreichen.

Ursprünglich war eine direkte Brightline-Station im Disney-Springs-Bereich geplant. Dieses Vorhaben wurde jedoch zugunsten einer alternativen Route aufgegeben, die Stationen in der Nähe vom Universal Orlando Resort und dem Orange County Convention Center vorsieht. Diese Änderungen sollen eine breitere Anbindung an die touristischen Attraktionen der Region ermöglichen.

#### Busverbindungen
Es gibt verschiedene Busoptionen, um das Resort zu erreichen:
- Mears Connect: Ein kostenpflichtiger Shuttle-Service, der Transfers vom Orlando International Airport zu den Disney-Resorts anbietet. Eine vorherige Buchung ist erforderlich.
- Öffentliche Verkehrsmittel (Lynx): Das lokale Busnetz bietet begrenzte Verbindungen zum Resort. Gäste müssen in der Regel am zentralen Busbahnhof in Orlando umsteigen, was die Reisezeit verlängern kann.
- Fernbusse: Anbieter wie Greyhound, Flixbus und Megabus bedienen Orlando. Die Busbahnhöfe befinden sich in der Innenstadt von Orlando, von wo aus weitere Transportmittel zum Resort genutzt werden müssen.

Bis Ende 2021 bot Disney den kostenlosen Shuttle-Service Disney’s Magical Express an, der Gäste vom Orlando International Airport zu den Disney-Hotels brachte. Dieser Service wurde jedoch eingestellt, sodass Gäste nun auf alternative Transportmittel angewiesen sind.

## Attraktionen

### Themenparks
Das Walt Disney World Resort beherbergt vier Themenparks, das Magic Kingdom, Epcot, Disney’s Hollywood Studios und Disney’s Animal Kingdom.

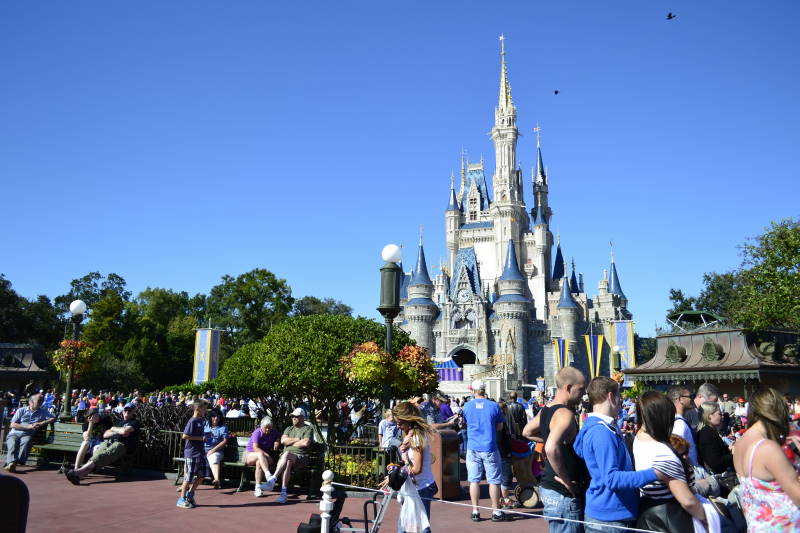
Magic Kingdom
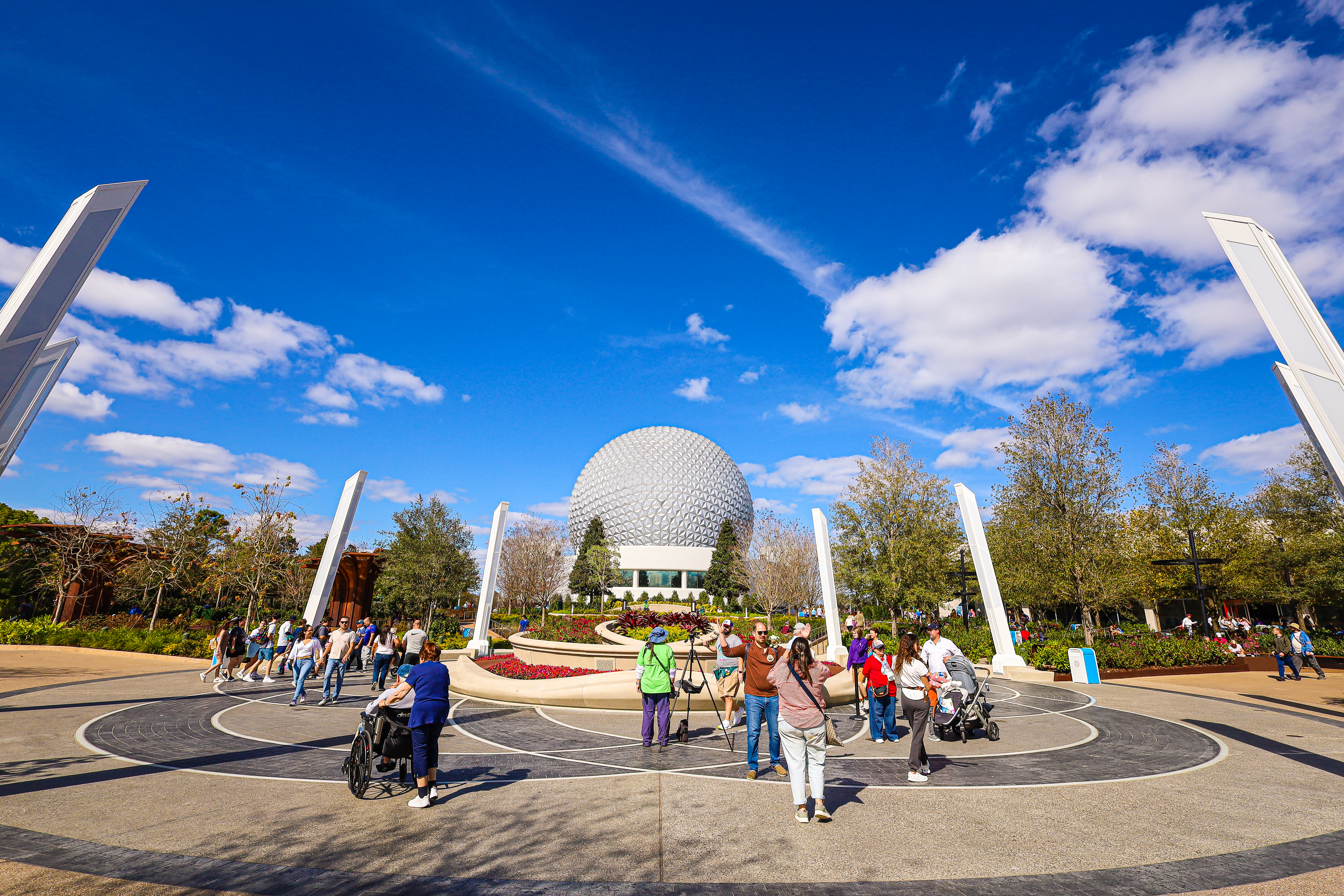
Epcot
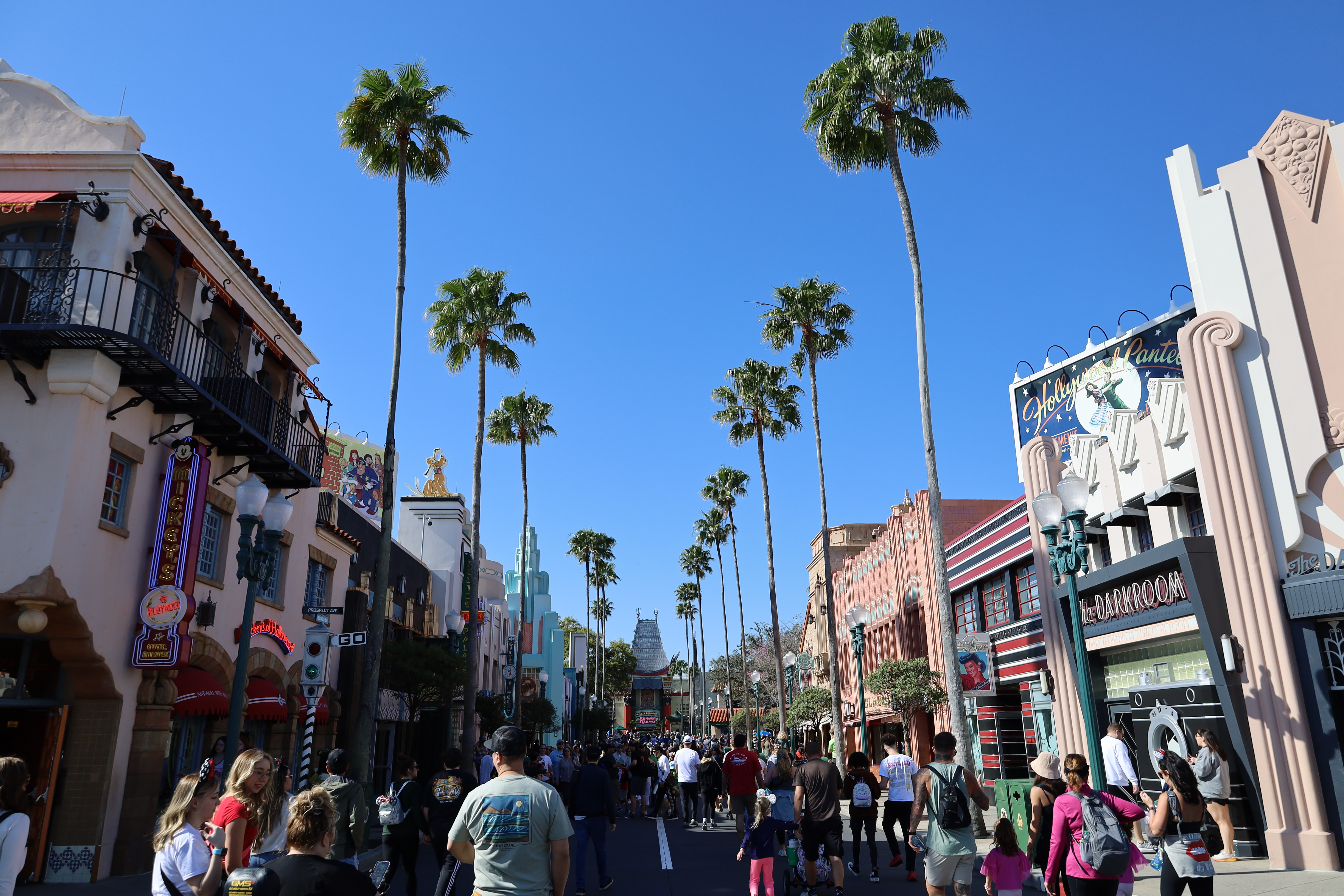
Disney's Hollywood Studios
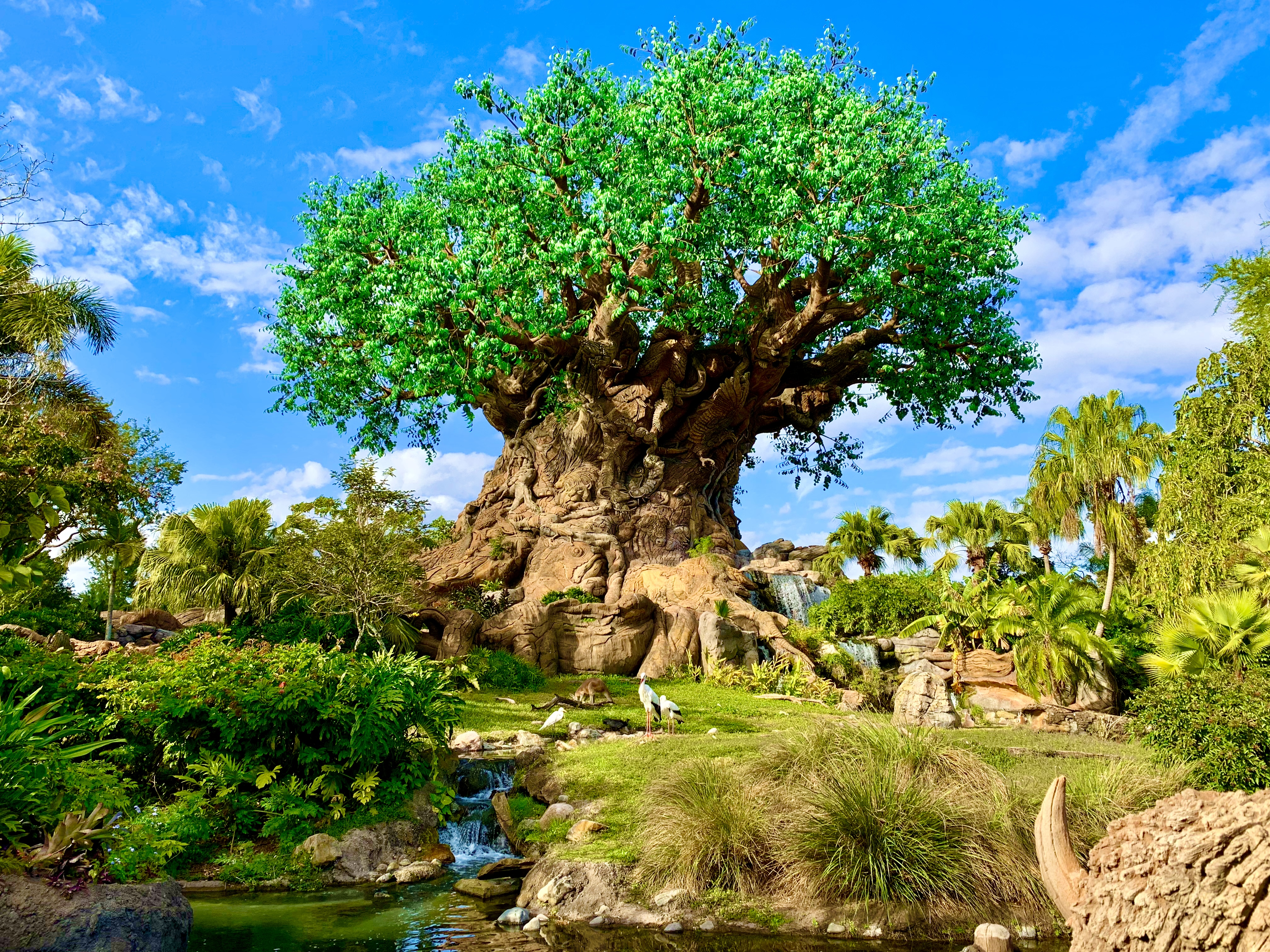
Disney's Animal Kingdom

#### Magic Kingdom
Das Magic Kingdom, eröffnet am 1. Oktober 1971, war der erste Themenpark des Walt Disney World Resorts. Es wurde nach dem Vorbild des Disneyland in Kalifornien erbaut und teilt sich in sechs Themenbereiche auf: Main Street, U.S.A., Fantasyland, Adventureland, Frontierland, Tomorrowland und Liberty Square. Das Schloss von Cinderella, das zentrale Wahrzeichen des Parks, ist 57 Meter hoch und zieht Besucher als beliebtes Fotomotiv an. Der Park verzeichnete 2022 rund 17,1 Millionen Besucher und zählt damit weiterhin zu den meistbesuchten Freizeitparks weltweit.
Zu den neueren Hauptattraktionen gehören der „TRON Lightcycle / Run“ im Tomorrowland, eine schnelle Achterbahnfahrt inspiriert von Disneys „TRON“-Filmen, und die beliebte „Festival of Fantasy Parade“, die täglich Disney-Figuren in farbenfrohen Kostümen präsentiert. Zudem bietet „Mickey’s PhilharMagic“ jetzt aktualisierte Animationen, um das Erlebnis moderner zu gestalten. Das abendliche Feuerwerksspektakel „Happily Ever After“ am Cinderella Castle zieht ebenfalls viele Besucher an und ersetzt das frühere „Wishes“-Feuerwerk, das den Himmel über dem Magic Kingdom erleuchtete.

#### Epcot
Epcot, ursprünglich als Modellstadt unter dem Namen „Experimental Prototype Community of Tomorrow“ (EPCOT) von Walt Disney konzipiert, wurde am 1. Oktober 1982 als Vergnügungspark eröffnet und konzentriert sich auf technologische Innovation und kulturelle Vielfalt. Der Park ist in „World Celebration“, „World Nature“, „World Discovery“ und den „World Showcase“ unterteilt. In World Discovery zählen „Mission: SPACE“, bei dem Besucher in einer Marsmission durch Fliehkraft realistische Weltraumerfahrungen sammeln, und „Test Track“, eine Autoteststrecke, zu den Attraktionen. Im World Nature-Bereich können Besucher „Soarin' Around the World“ erleben, eine immersive Flugsimulation über weltweite Sehenswürdigkeiten. Neuere Attraktionen wie „Guardians of the Galaxy: Cosmic Rewind“, eine Achterbahn, erweitern das Erlebnis, und „Journey of Water, Inspired by Moana“ bietet interaktive Wasserspiele.
Der „World Showcase“ präsentiert elf Länder mit charakteristischer Architektur, Gastronomie und kulturellen Angeboten. Besucher können beim „Drinking around the World“ eine kulinarische Weltreise unternehmen. Jeden Abend findet die „Epcot Forever“ Show auf der World Showcase Lagoon statt, und das ikonische „Spaceship Earth“, die markante silberne Kugel des Parks, bleibt ein zentrales Wahrzeichen. Jährliche Veranstaltungen wie das „International Flower & Garden Festival“ im Frühjahr und das „Food & Wine Festival“ im Herbst sowie „Holidays Around the World“ im Winter ziehen Gäste an, die die saisonalen Festlichkeiten der Themenländer erleben möchten.

#### Disney’s Hollywood Studios
Disney's Hollywood Studios ist ein Themenpark, der sich seit seiner Eröffnung 1989 dem Thema Film und Fernsehen widmet. Ursprünglich als Disney-MGM Studios bekannt, wurde er 2008 umbenannt. Hauptattraktionen waren lange die „Indiana Jones“-Stuntshow, „Jim Henson’s Muppet Vision 3D“, die „Beauty and the Beast“-Show, der „Rock ’n’ Roller Coaster starring Aerosmith“ und die abendliche Show „Fantasmic“, in der Micky Maus gegen die Disney-Bösewichte antritt. Ein besonderes Highlight ist der „Tower of Terror“, der die Besucher in die „Twilight Zone“ entführt und mit 60 Metern zu den höchsten Attraktionen des Disney World Resorts gehört.
Ab 2018 erlebte der Park eine umfassende Erneuerung mit der Eröffnung von „Toy Story Land“ und „Star Wars: Galaxy’s Edge“, das Besucher in die Welt des Planeten Batuu eintauchen lässt. Hauptattraktionen im Star-Wars-Bereich sind „Millennium Falcon: Smugglers Run“ und die aufwändige Themenfahrt „Star Wars: Rise of the Resistance“. Im Jahr 2020 wurde „Mickey & Minnie’s Runaway Railway“ eröffnet, das erste Fahrgeschäft, in dem Micky Maus im Mittelpunkt steht und das die beliebte „The Great Movie Ride“ ersetzte.

#### Disney’s Animal Kingdom
Disney’s Animal Kingdom, eröffnet 1998, ist der größte Themenpark im Disney-World-Komplex mit einer Fläche von 250 Hektar. Der Park, als eine „neue Art von Themenpark“ beschrieben, gliedert sich in die Bereiche „Africa“, „Asia“, „DinoLand U.S.A.“, „Rafiki’s Planet Watch“ und „Discovery Island“. Eine der Hauptattraktionen ist die „Kilimanjaro Safari“, bei der Besucher in einem Safari-LKW durch eine afrikanische Savanne mit echten Tieren wie Nilpferden und Löwen fahren. Ein weiteres Highlight ist die Expedition Everest im asiatischen Teil: Diese Achterbahn, die 100 Millionen Dollar kostete, führt durch eine 60 Meter hohe Nachbildung des Himalayas.
Seit 2017 ergänzt der „Pandora – The World of Avatar“-Themenbereich den Park. Inspiriert vom Film „Avatar“ bietet dieser Bereich Attraktionen wie den 3D-Simulator „Avatar Flight of Passage“, bei dem Besucher auf einem „Banshee“ fliegen, sowie den „Na’vi River Journey“, eine Bootsfahrt durch leuchtende Regenwälder. Das Wahrzeichen des Parks ist der „Tree of Life“, ein monumentaler Baum mit eingebautem 3D-Kino.

### Wasserparks
Das Walt Disney World Resort beherbergt zwei Wasserparks auf seinem Gelände. Disney's Typhoon Lagoon und Disney's Blizzard Beach.

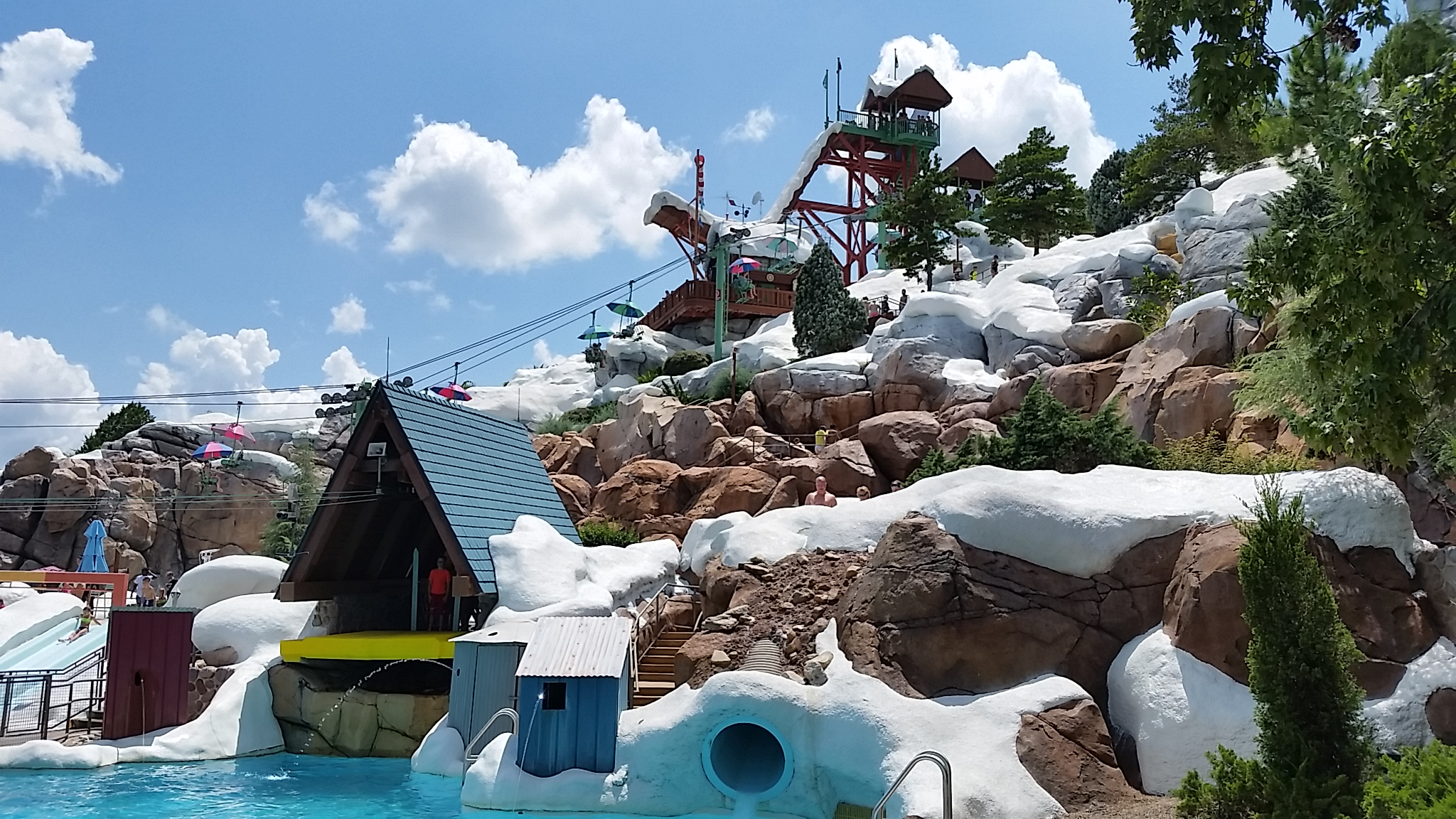
Disney's Blizzard Beach
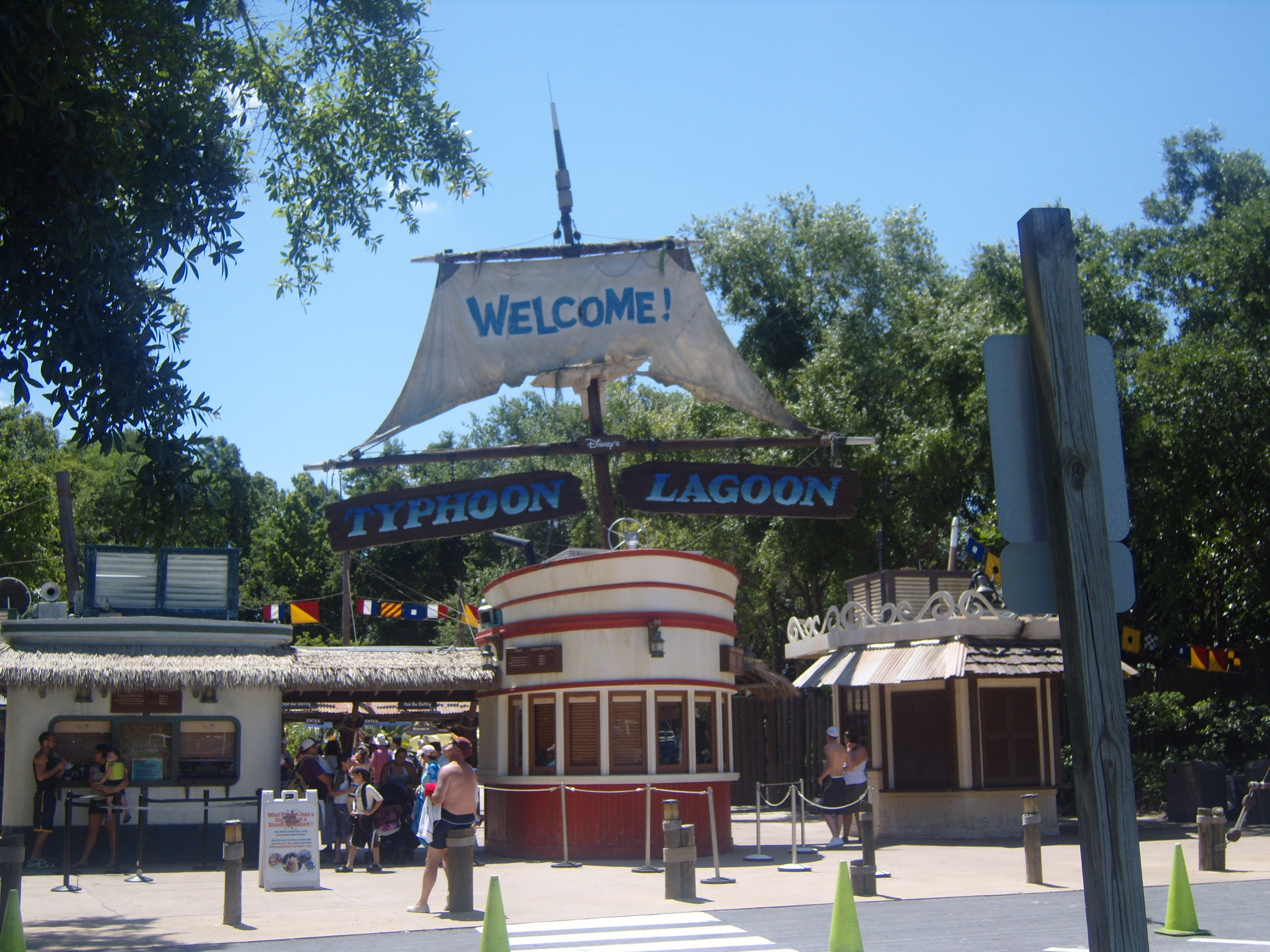
Disney's Typhoon Lagoon

#### Disney’s Typhoon Lagoon
Disney’s Typhoon Lagoon ist der zweite Wasserpark, der im Resort eröffnet wurde. Der Park, der am 1. Juni 1989 eröffnet wurde, beherbergt eines der größten Outdoor-Wellenbecken der Welt. Das Thema des Parks ist die "Disney-Legende" eines Taifuns, der ein ehemals unberührtes tropisches Paradies verwüstet hat. Schiffe, Fischereigeräte und Surfbretter sind dort verstreut, wo der Sturm sie hingeschleudert hat. Das Herzstück ist "Miss Tilly", ein Krabbenkutter, der auf einem Berg namens "Mount Mayday" aufgespießt ist, der jede halbe Stunde einen 15-Meter-Wassergeysir ausstößt. Maskottchen des Parks ist Lagoona Gator.

#### Disney’s Blizzard Beach
Disney’s Blizzard Beach ist ein Wasser-Themenpark, welcher am 1. April 1995 eröffnet wurde. Er war der dritte Wasserpark, welcher in der Walt Disney World eröffnet wurde. Die thematische Gestaltung des Parks basiert auf einer Disney-Legende: Nach einem ungewöhnlichen Schneesturm in der Region plante ein Geschäftsmann, Floridas erstes Skigebiet zu eröffnen. Doch der Schnee schmolz schnell, und es blieben ein Berg mit wassergefüllten Skischanzen und ein Sessellift zurück. Gerade als die Anlage geschlossen werden sollte, wurde ein Alligator beobachtet, der eine Schanze hinabrutschte und in einem Wasserbecken landete. Dies inspirierte dazu, das Skigebiet in einen Wasserpark umzuwandeln. Das Maskottchen des Parks ist ein Alligator namens Ice Gator.

### Andere Attraktionen

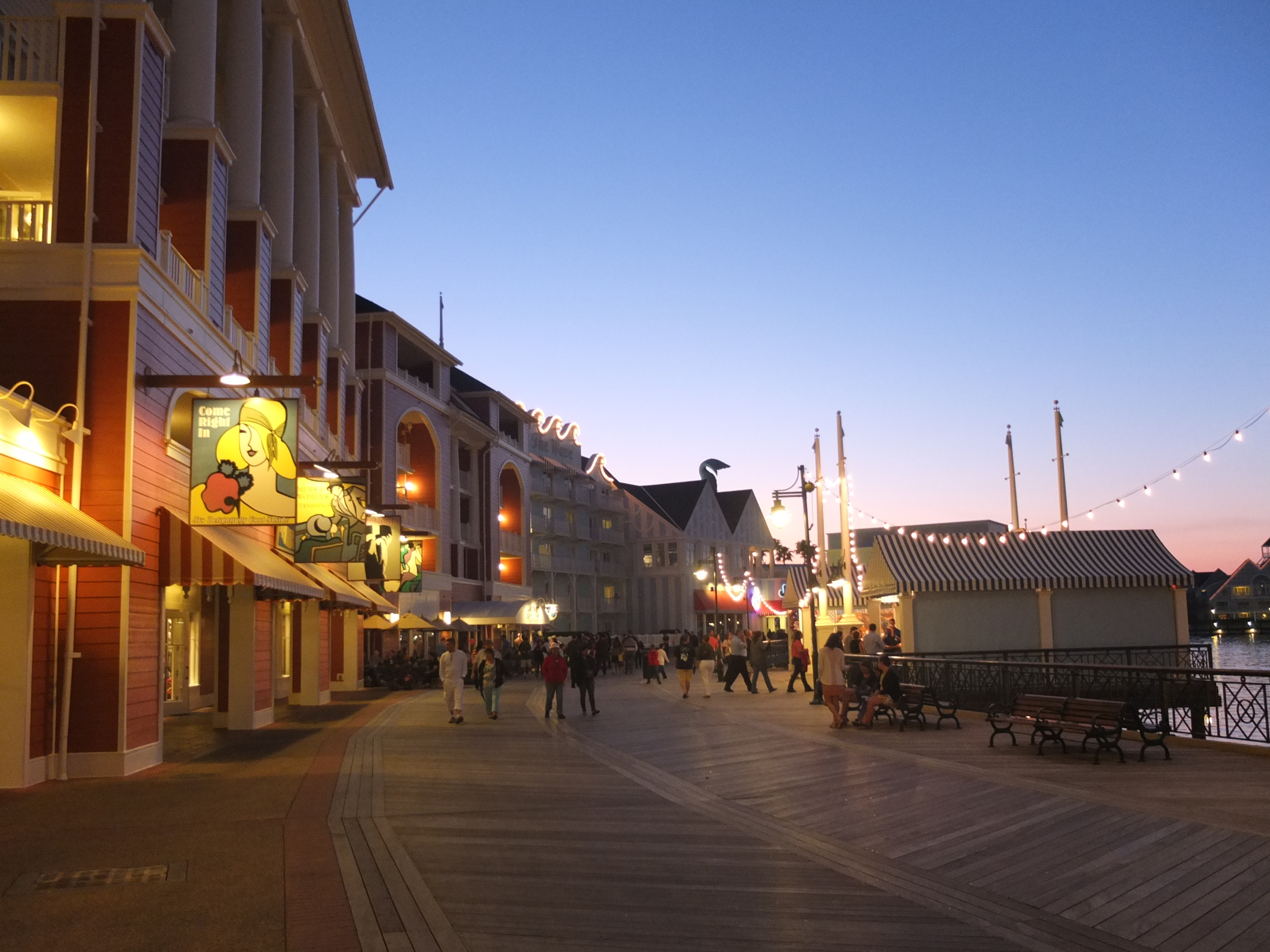
Disney's BoardWalk
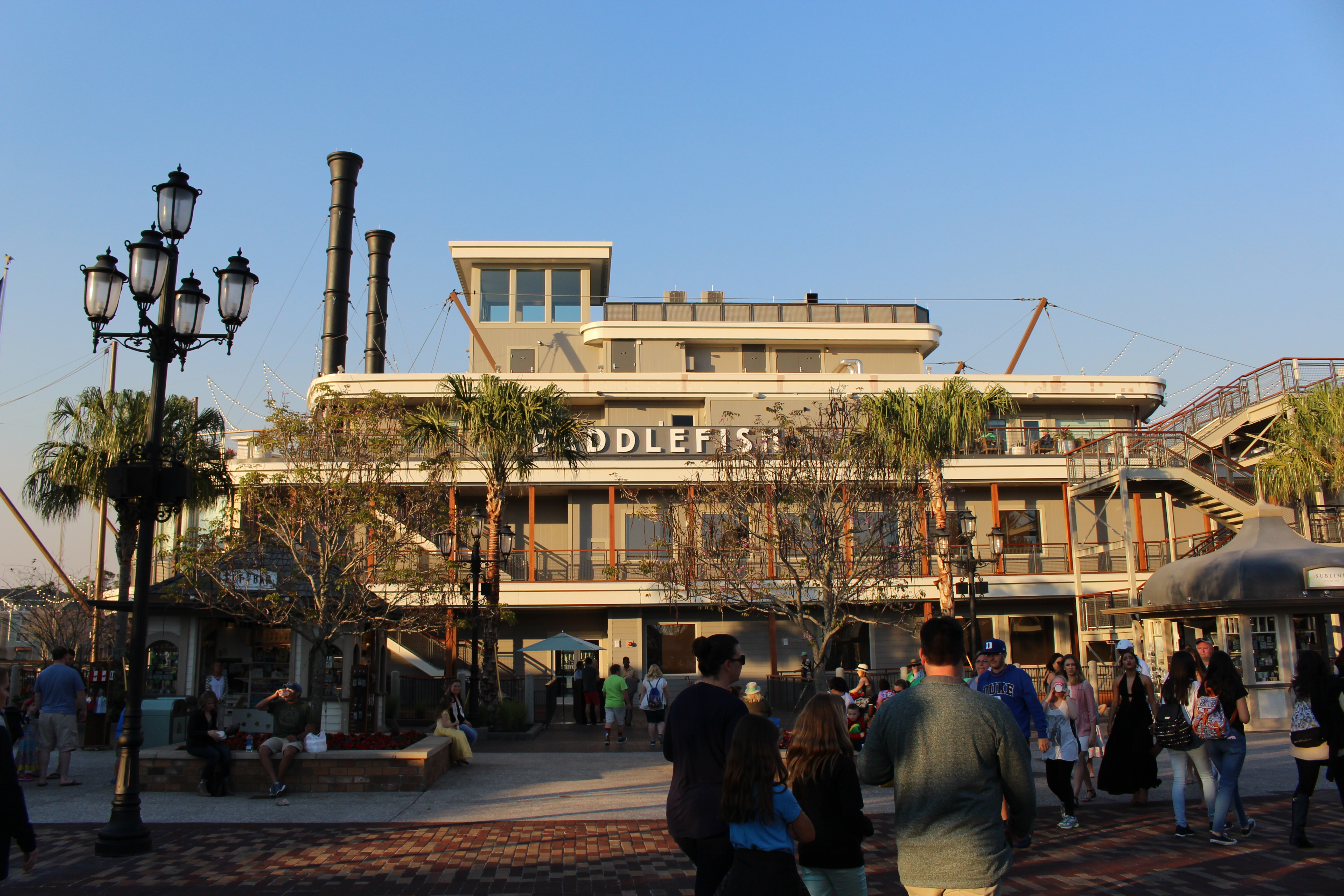
Disney Springs
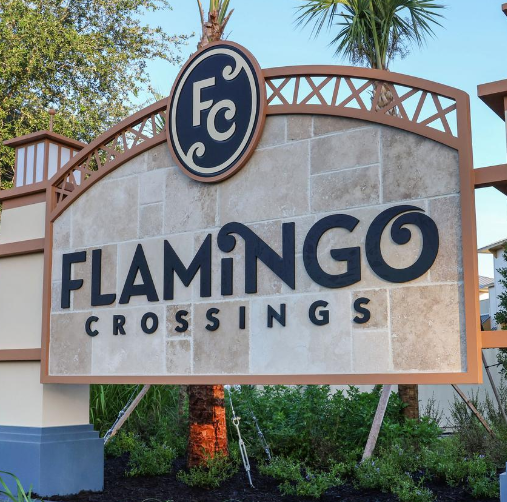
Flamingo Crossings
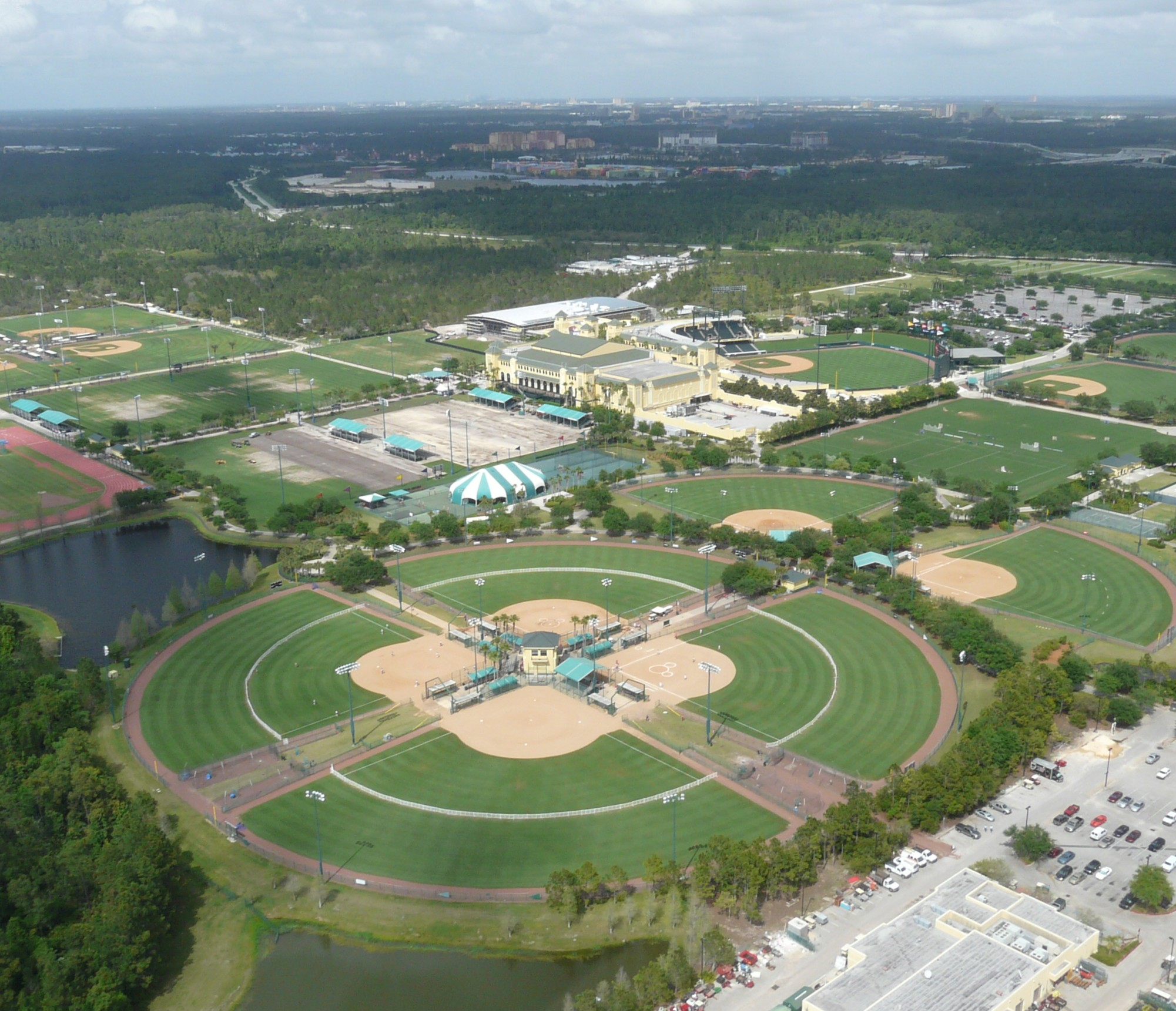
ESPN Wide World of Sports

#### Disney’s BoardWalk
Disney’s BoardWalk ist ein Unterhaltungs-, Gastronomie- und Shoppingzentrum, welches direkt am Hotel BoardWalk Inn gelegen ist. Das 1996 eröffnete BoardWalk Resort liegt in der Epcot Resort Area, entlang des Crescent Lake, und befindet sich zwischen Epcot und Disney’s Hollywood Studios. Das Unterhaltungsviertel BoardWalk liegt entlang einer 0,25 Meilen (0,40 km) langen authentischen Uferpromenade, die an die historischen Seebrücken von Coney Island in Brooklyn, New York, und Atlantic City, New Jersey erinnert.
Die Promenade bietet eine Vielzahl von Restaurants, Geschäften und Unterhaltungsmöglichkeiten, darunter das Flying Fish, ein gehobenes Fischrestaurant, und das Trattoria al Forno mit italienischer Küche. Für abendliche Unterhaltung sorgen Einrichtungen wie die Atlantic Dance Hall und Jellyrolls, eine Piano-Bar mit Duellauftritten.

#### Disney Springs
Disney Springs (früher bekannt als Lake Buena Vista Shopping Village im Jahr 1975, Walt Disney World Village im Jahr 1977, Disney Village Marketplace im Jahr 1989 und Downtown Disney im Jahr 1997) ist ein Einkaufs-, Restaurant- und Unterhaltungskomplex im Walt Disney World Resort. Der Komplex wurde am 22. März 1975 eröffnet und wurde im Laufe der Jahre erweitert und umbenannt.
Im Jahr 2013 kündigte Disney eine dreijährige Renovierung und Erweiterung des Komplexes an, die am 29. September 2015 zur offiziellen Umbenennung in Disney Springs führte. Heute erstreckt sich der 120 Hektar große Komplex über vier Bereiche:
- Marketplace: Bekannte Disney-Geschäfte und familienfreundliche Restaurants.
- The Landing: Hochwertige Restaurants und einzigartige Boutiquen.
- Town Center: Eine Mischung aus gehobenen Einzelhandelsgeschäften und Gastronomie.
- West Side: Unterhaltungsmöglichkeiten wie Kinos und Live-Musik-Locations.

Disney Springs ist über Busse und Wassertaxis, die von Disney Transport betrieben werden, mit anderen Bereichen von Walt Disney World verbunden.

#### Flamingo Crossings
Flamingo Crossings, auch bekannt als Flamingo Crossings Town Center, ist ein modernes Einkaufs-, Wohn- und Unterhaltungszentrum in der Nähe von Walt Disney World in Winter Garden, Florida. Die Entwicklung, die 2007 von Disney angekündigt wurde, öffnete 2021 ihre Pforten und bietet eine Vielzahl von Restaurants, Geschäften und Unterkünften, einschließlich Wohnanlagen für Teilnehmer des Disney College Program und Disney International Program. Die Anlage umfasst auch Freizeit- und Veranstaltungseinrichtungen sowie mehrere Hotelangebote, die Shuttle-Services zu den Disney-Themenparks bereitstellen.
Zusätzlich zur aktuellen Geschäftsentwicklung sind weitere Erweiterungen geplant, darunter zukünftige Unternehmen und eine bezahlbare Wohnanlage für die Öffentlichkeit. Flamingo Crossings ist ein dynamischer Ort, der sowohl für Disney-Mitarbeiter als auch für Besucher eine wichtige Rolle spielt.

#### ESPN Wide World of Sports
Der ESPN-Wide-World-of-Sports-Komplex ist ein 89 ha großer Mehrzweck-Sportkomplex und umfasst neun Veranstaltungsorte und beherbergt das ganze Jahr über zahlreiche Profi- und Amateursportveranstaltungen. In Anlehnung an die wöchentliche ABC-Sport-Fernsehshow "Wide World of Sports" war der Komplex ursprünglich als Disney’s Wide World of Sports Complex bekannt, bis der Komplex 2010 umbenannt wurde.
Zu den Einrichtungen des Komplexes gehören das 9.500 Sitzplätze umfassende Stadion, das State Farm Field House mit 5.000 Plätzen und die AdventHealth Arena. Darüber hinaus bietet der Komplex 17 Mehrzweckfelder, die für Sportarten wie Fußball, Lacrosse und Baseball genutzt werden können. Seit seiner Eröffnung im Jahr 1997 hat der Komplex über 70 Sportarten ausgerichtet und Athleten aus mehr als 70 Ländern empfangen.

#### Golf
Das Resort bietet vier Golfplätze:
- Disney's Palm Golf Course: Ein 18-Loch-Championship-Platz, der 2013 von der Arnold Palmer Design Company neu gestaltet wurde. Er zeichnet sich durch tropische Landschaften, Wasserhindernisse und 59 Bunker aus.
- Disney's Magnolia Golf Course: Ebenfalls ein 18-Loch-Championship-Platz und der längste der Disney-Golfplätze. Er wurde im klassischen Tour-Stil entworfen und bietet breite Fairways und strategisch platzierte Hindernisse.
- Disney's Lake Buena Vista Golf Course: Ein 18-Loch-Platz mit Country-Club-Atmosphäre, umgeben von Villen, Palmettos und Seen. Er hat bereits PGA-, LPGA- und USGA-Events ausgerichtet.
- Disney's Oak Trail Golf Course: Ein 9-Loch-Walking-Kurs, ideal für Familien und junge Golfer. Elektrische Carts sind hier nicht erlaubt, was ein entspanntes Spielerlebnis fördert.

Alle Disney-Golfplätze werden von Arnold Palmer Golf Management betrieben.
Zusätzlich gibt es zwei thematisch gestaltete Minigolfanlagen:
- Fantasia Gardens and Fairways Miniature Golf: Inspiriert vom Disney-Klassiker "Fantasia" bietet diese Anlage zwei 18-Loch-Kurse mit fantasievollen Hindernissen und musikalischen Überraschungen.
- Winter Summerland Miniature Golf: Diese Anlage verfügt über zwei 18-Loch-Kurse mit Weihnachtsmann-Thema, die sowohl winterliche als auch sommerliche Elemente kombinieren.

#### Sonstige Attraktionen
- Spa-Behandlungen und Wellness-Angebote: Mehrere Hotels auf dem Disney-Gelände, darunter Disney’s Grand Floridian und Disney’s Saratoga Springs Resort, bieten eine große Auswahl an Spa-Behandlungen an. Das Senses Spa ist ein Wellness-Erlebniss, mit Massagen, Körper- und Gesichtsbehandlungen.
- Disney’s Wedding Pavilion: Diese viktorianische Hochzeitskapelle auf einer privaten Insel bietet eine romantische Kulisse mit Blick auf das Cinderella Castle. Die Kapelle hat eine Kapazität von bis zu 250 Teilnehmern und ist ideal für Disney-Hochzeiten.
- Sport- und Freizeitaktivitäten: Neben Golfplätzen bietet das Resort Tennisplätze, ein Fitnesscenter sowie Angelmöglichkeiten und einen Bootsverleih.
- Naturerlebnisse und Bootstouren: Rund um die Seen und Flüsse des Resorts können Gäste Kajak fahren, Kanutouren machen oder Ponton-Bootstouren unternehmen, besonders beliebt am Bay Lake für wunderschöne Sonnenuntergänge.
- Club Level Erlebnisse: Gäste in den Club-Level-Bereichen der Deluxe-Resorts genießen exklusiven Zugang zu Lounges mit Snacks, Getränken und Concierge-Service.
- Disney's Private VIP Tours: Gäste, die das VIP-Erlebnis buchen, haben privilegierten Zugang zu Attraktionen, personalisierte Erlebnisse und werden von einem Disney-Guide begleitet, der ihnen die Wartezeiten verkürzt.
- Feuerwerkssichtungen und private Events: Für exklusive Abendveranstaltungen und Hochzeiten bietet Disney private Feuerwerkssichtungen, die eine besondere, unvergessliche Kulisse schaffen.
- Behind-the-Scenes-Touren: Bei der „Keys to the Kingdom“-Tour und weiteren Führungserlebnissen können Besucher das Resort aus einer völlig neuen Perspektive erleben und einen Blick hinter die Kulissen werfen, inklusive der berühmten „Utilidors“ (unterirdische Tunnel im Magic Kingdom).

### Frühere Attraktionen und Bereiche

#### Discovery Island
Discovery Island, eine 4,7 Hektar große Insel in Bay Lake, Florida, liegt im Walt Disney World Resort auf dem Gelände der Stadt Bay Lake. Die Insel, die ursprünglich als Treasure Island bekannt war, wurde am 8. April 1974 eröffnet, drei Jahre nach der Eröffnung von Walt Disney World. Sie war inspiriert von dem Disney-Piratenfilm "Treasure Island" aus den 1950er Jahren, wobei ein gestrandetes Schiff an der Küste sichtbar war. 1977 wurde der Name in Discovery Island geändert, und die 11,5 Hektar große Naturreservat-Attraktion bot bis zum 8. April 1999 eine Vielzahl an exotischen Tier- und Vogelarten.
Bevor Disney die Insel übernahm, war sie die einzige der fünf Inseln im Umfeld des Magic Kingdom, die natürlich existierte. Die Geschichte der Insel reicht bis in die 1880er Jahre zurück, als sie Teil des Besitzes von Henry B. Plant war, einem Unternehmer, der eine Eisenbahnlinie in Florida entwickelte. Im Jahr 1887 wurde die Insel an Charles Lackey verkauft, und die Eigentumsrechte wechselten mehrmals, unter anderem an Peter Keen und Joel Riles, nach dem die Insel lange Zeit Riles Island genannt wurde. Riles versuchte sie 1917 an Jim Geer zu verkaufen, der die Insel schließlich 1919 zusammen mit seiner Frau Susan erwarb.
Während ihrer Betriebszeit beherbergte die Insel eine der größten begehbaren Volieren der Welt und war bekannt für ihre riesigen Schildkröten. Die Eintrittspreise betrugen damals 12,67 USD für Erwachsene und 6,89 USD für Kinder. Nach ihrer Schließung verlagerte Disney seinen Fokus auf Disney’s Animal Kingdom, wo ein zentraler Bereich ebenfalls den Namen Discovery Island trägt, als Hommage an die frühere Attraktion. Die Umgebung wird von Disney's Contemporary Resort, Disney's Wilderness Lodge und Disney's Fort Wilderness Resort gesäumt, was die Insel nicht wirklich versteckt, auch wenn viele Gäste nicht wissen, dass sie einst eine Attraktion war.

Seit der Schließung ist die Insel in Bay Lake verlassen, jedoch weiterhin von verschiedenen Wasserfahrzeugen auf dem See sichtbar. Der Zugang ist verboten, und die Insel ist heute eine Art Zeitkapsel, die mit überwucherten Ruinen und der verblassten Schönheit der Natur gefüllt ist. In den letzten Jahren wurde sie zu einem Ziel für Urban Explorers, die die verlassenen Strukturen und die eindrucksvolle Natur dokumentieren. 

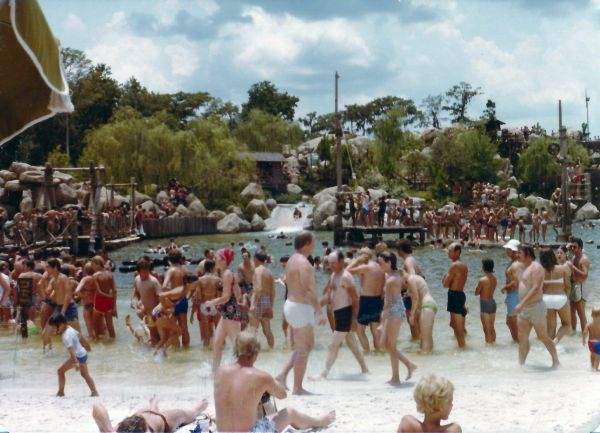
Disney’s River Country

#### Disney’s River Country
Der Park befand sich am Ufer des Bay Lake und in der Nähe von Disney’s Fort Wilderness Resort & Campground. Er wurde am 20. Juni 1976 eröffnet und am 2. November 2001 auf unbestimmte Zeit geschlossen. Am 20. Januar 2005 gab die Walt Disney Company bekannt, dass der Park dauerhaft geschlossen bleiben würde. Damit war River Country der zweite Disney-Park, der endgültig geschlossen wurde, nachdem der nahegelegene Discovery Island bereits 1999 seine Pforten geschlossen hatte. Beide Parks blieben unberührt und verfallen seither langsam.
Im Jahr 2018 kündigte Disney Pläne für ein neues Hotel, „Reflections – A Disney Lakeside Lodge“, am ehemaligen Standort von River Country an, um die Attraktivität der Region zu erhöhen und die Kapazität der Resort-Hotels zu erweitern. Ursprünglich sollte das Hotel mit über 1700 Zimmern und Villen, inspiriert von Disney-Filmen, im Jahr 2022 eröffnet werden. Aufgrund der COVID-19-Pandemie und anderer Umstände wurden die Bauarbeiten jedoch gestoppt. Bis heute gibt es keine offiziellen Updates zur Eröffnung des Hotels, was die Zukunft des Geländes ungewiss lässt.

#### Walt Disney World Speedway
Der Walt Disney World Speedway war eine Rennstrecke auf dem Gelände des Walt Disney World Resort. Sie wurde 1995 von IMS Events, Inc. gebaut, einer Tochtergesellschaft der Indianapolis Motor Speedway Corporation, und war in erster Linie als Austragungsort für das Indy 200 at Walt Disney World, eine Veranstaltung der Indy Racing League, gedacht.
Die Rennstrecke diente in erster Linie als Veranstaltungsort für die Richard Petty Driving Experience und die Indy Racing Experience, Programme, die es den Fans ermöglichen, in echten Rennwagen zu fahren oder mitzufahren. Nach der Rennsaison 2000 wurde sie nicht mehr als Strecke für die großen Motorsport-Rennserien genutzt, wurde aber von vielen Rennteams von IndyCar bis NASCAR aufgrund des wärmeren Klimas als andere Rennstrecken in den Vereinigten Staaten während der Nebensaison für Rennen als Teststrecke genutzt. Die Strecke wurde am 9. August 2015 endgültig geschlossen.

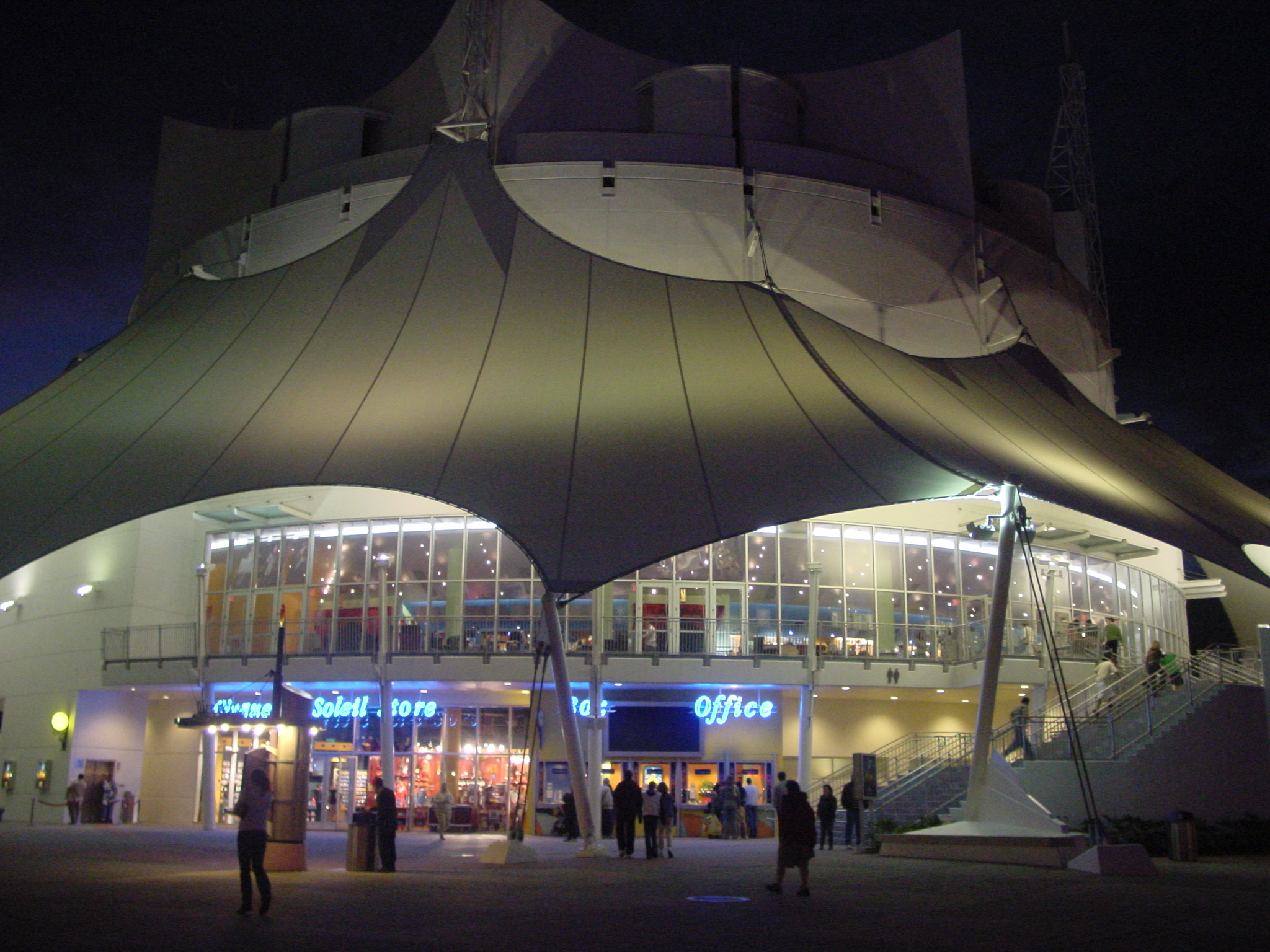
Veranstaltungsort von La Nouba

#### DisneyQuest
DisneyQuest war als eine Kette von interaktiven Indoor-Themenparks in den Vereinigten Staaten geplant, die von der Tochtergesellschaft Disney Regional Entertainment von Walt Disney Parks and Resorts betrieben wurde. Es wurden nur zwei Standorte erbaut, einer davon in der Walt Disney World.

#### La Nouba by Cirque du Soleil
La Nouba war eine Show des Cirque du Soleil, die 19 Jahre lang in einem eigens errichteten, freistehenden Theater an der Westseite von Disney Springs aufgeführt wurde. Es handelte sich um eine zeitgenössische Zirkusvorstellung mit Akrobaten, Turnern und anderen geschickten Darstellern. Die Show wurde unter der Regie von Franco Dragone entwickelt, der auch bei vielen früheren Shows des Cirque du Soleil Regie führte. Der Titel leitet sich von der französischen Redewendung faire la nouba ab, was so viel wie "feiern" oder "ausleben" bedeutet. Als Nachfolger soll voraussichtlich 2021 die von Disney-Animationen inspirierte Show Disney Drawn to Life ihre Tore öffnen.

## Hotel Resorts

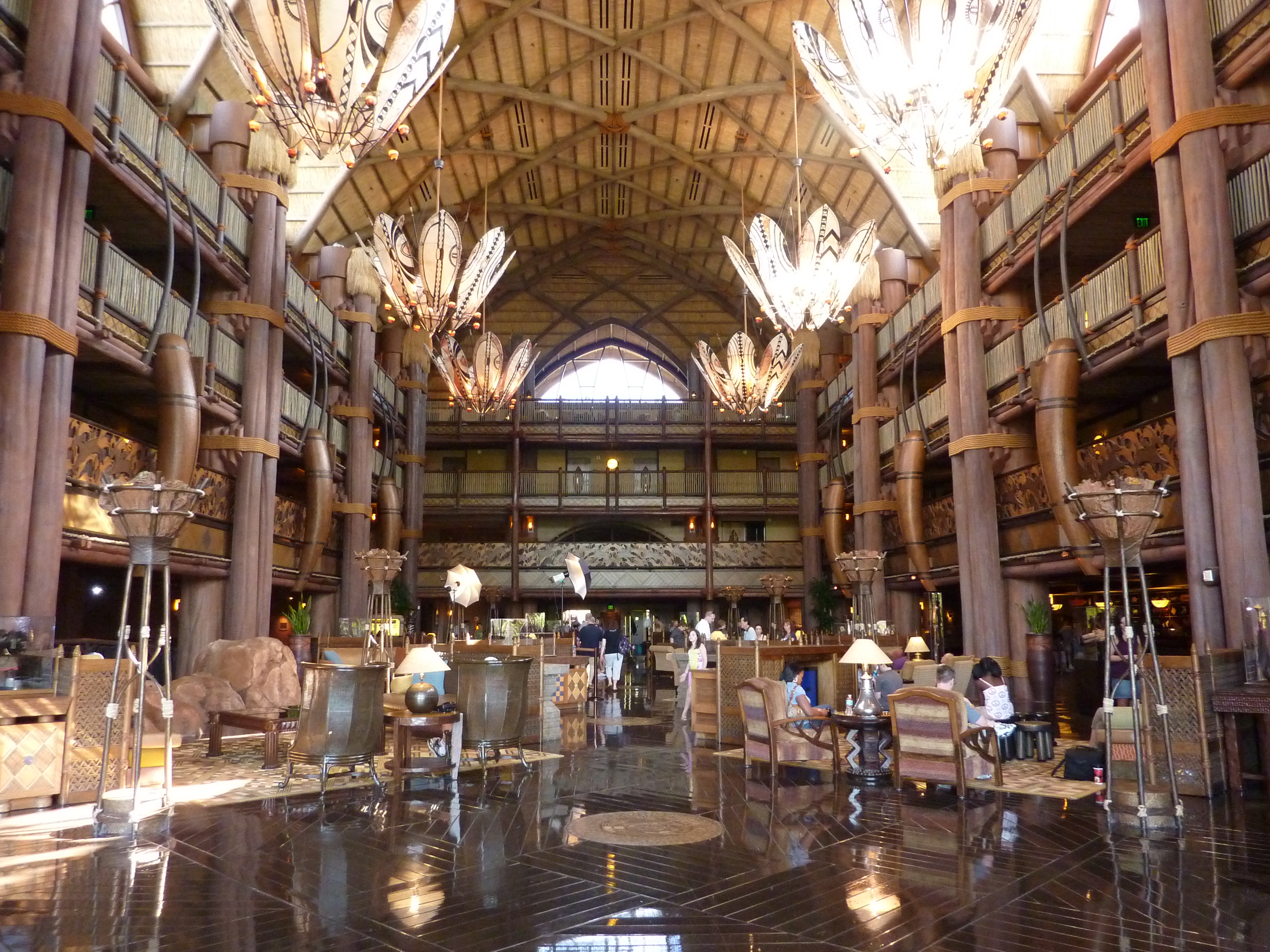
Lobby des Disney’s Animal Kingdom Lodge Hotels

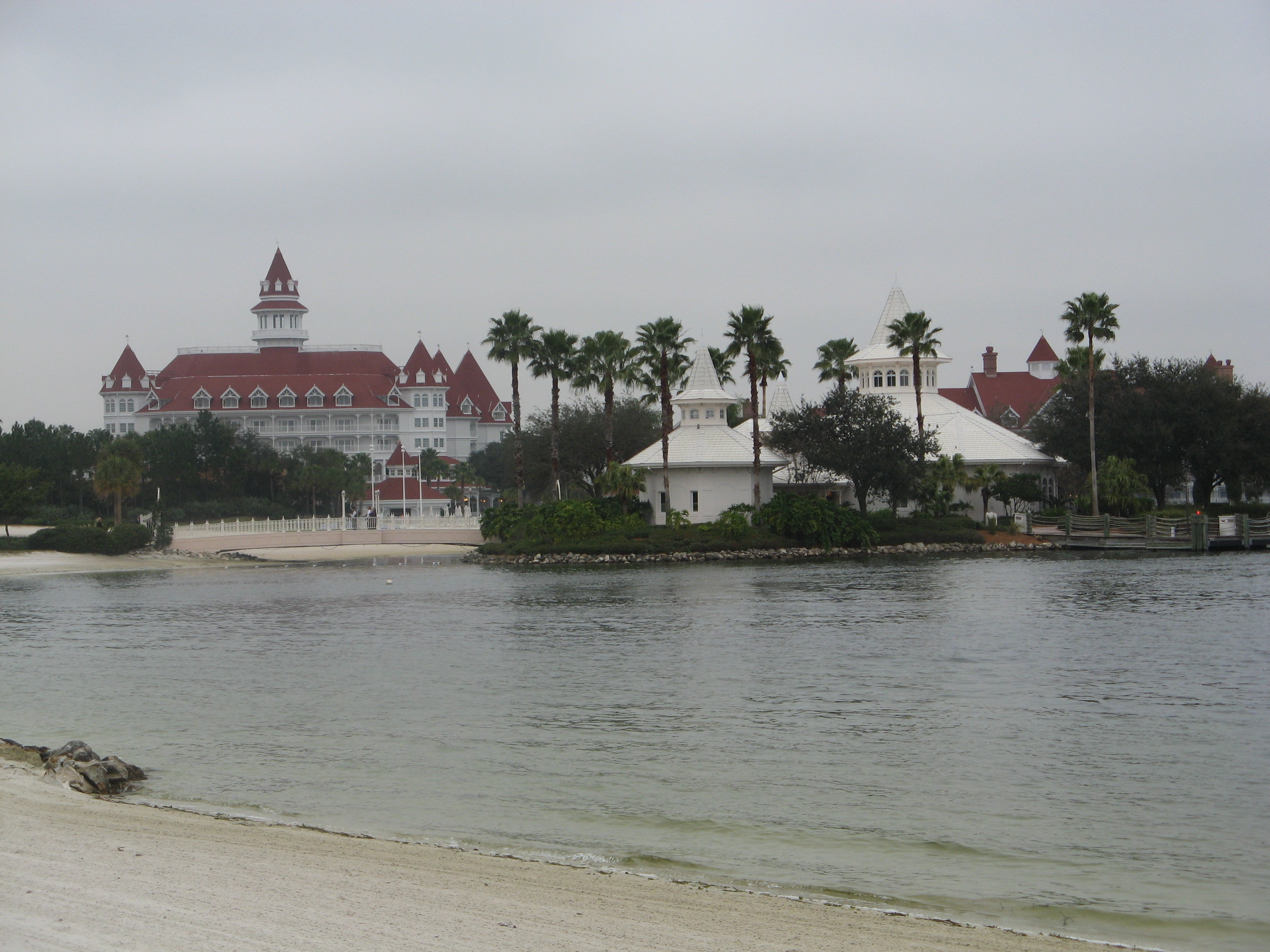
Disney’s Grand Floridian Resort & Spa

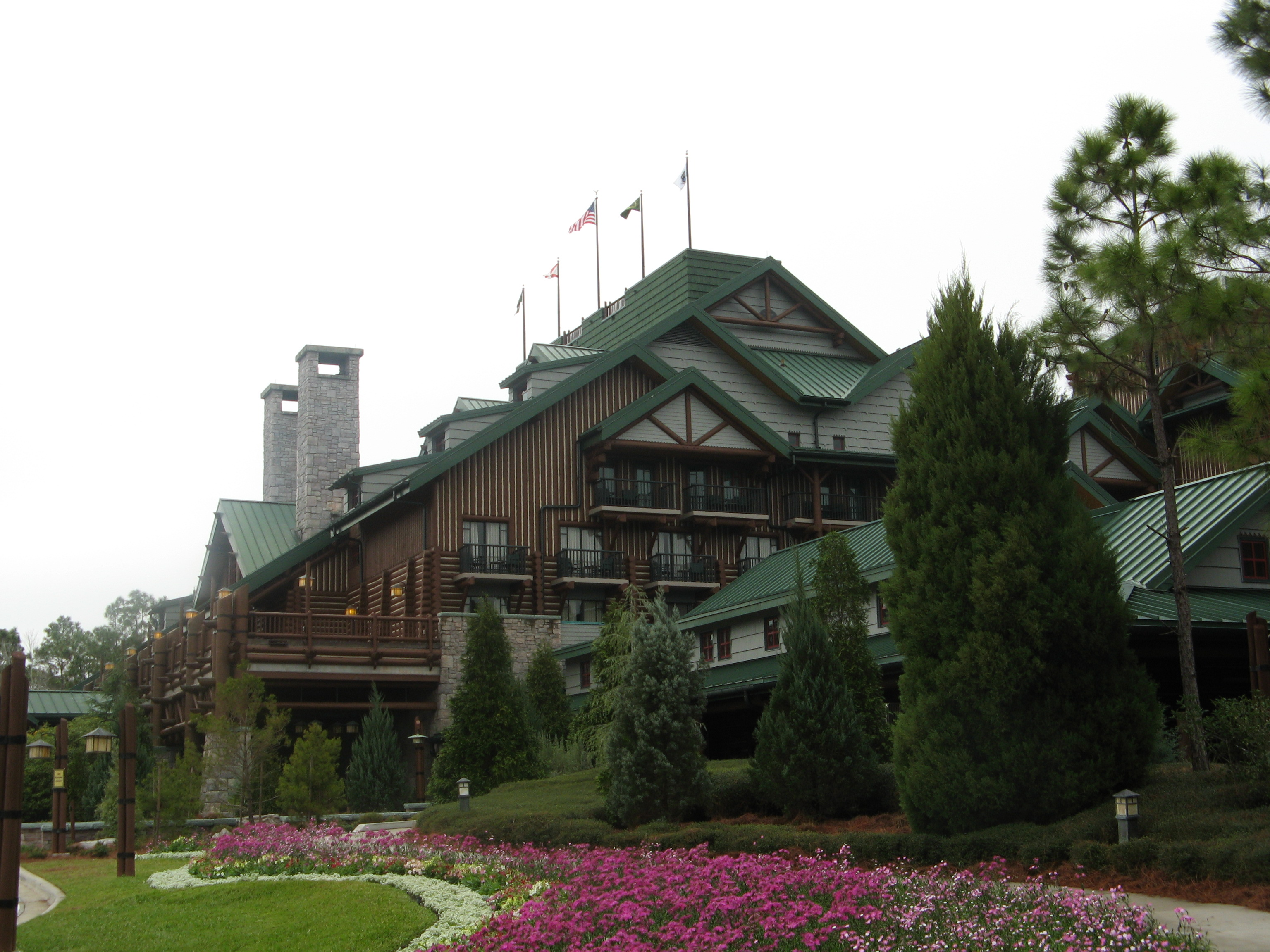
Eingang von Disney’s Wilderness Lodge

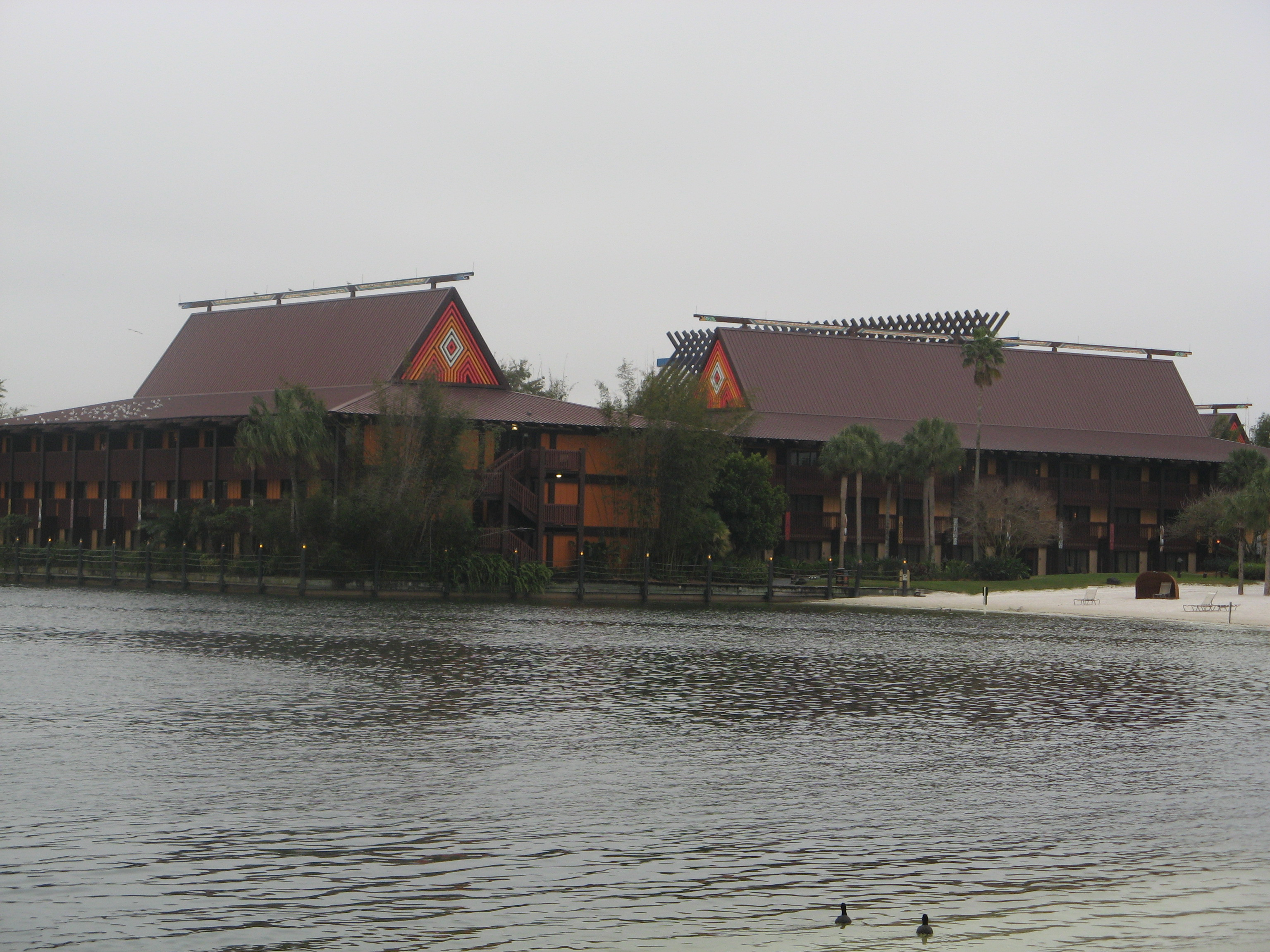
Disney’s Polynesian Resort

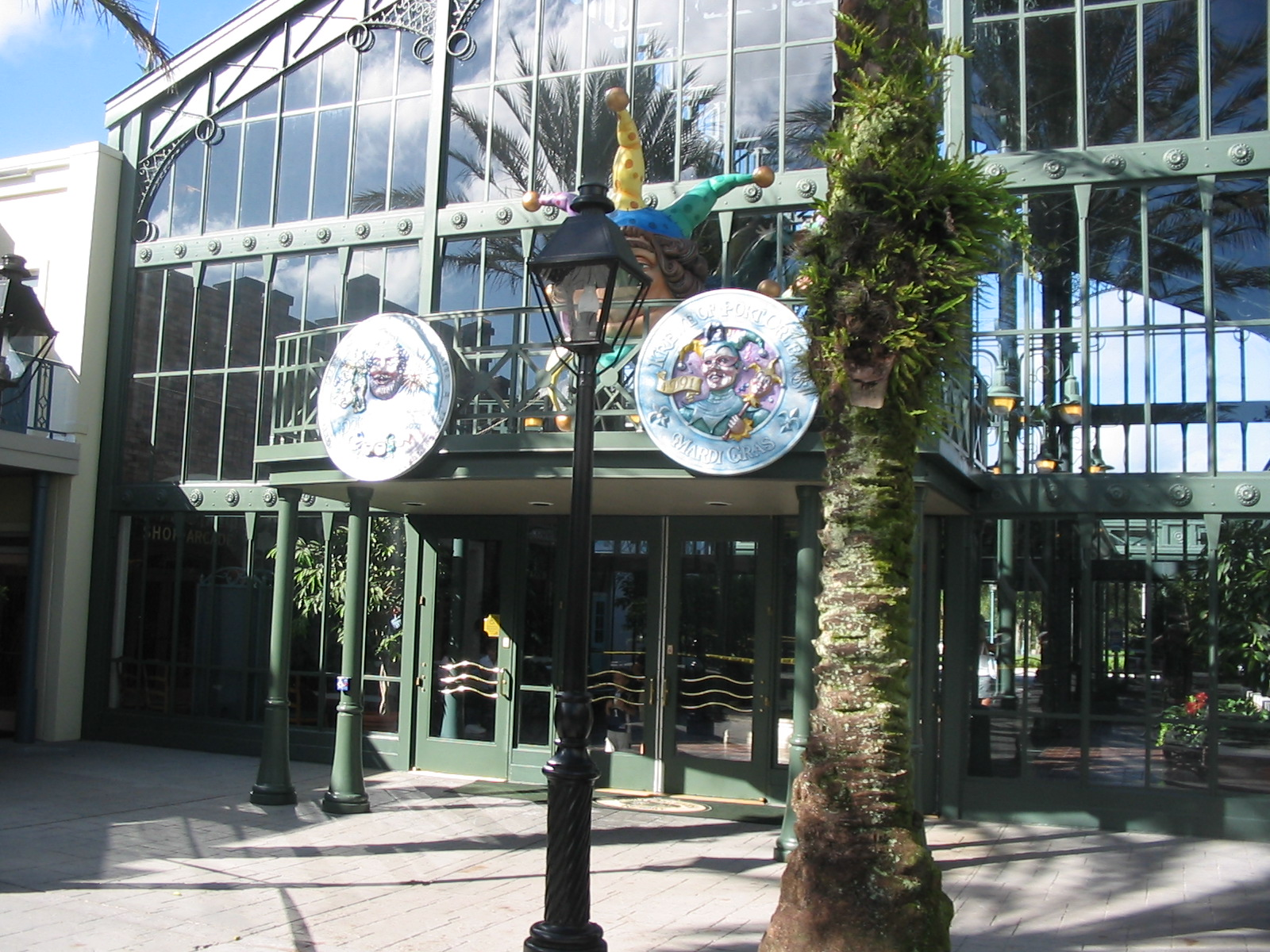
Disney’s Hotel Port Orleans

Stand 2024 gibt es 19 Disney-eigene und betriebene Resort-Hotels sowie Disney Vacation Club (DVC) Villen im Walt Disney World Resort, zusätzlich zu einem Camping-Resort, Fort Wilderness, das traditionelle Campingplätze und Holz-Cabins umfasst. Insgesamt bieten sie etwa 23.000 Zimmer, 3.600 DVC-Villen und 500.000 Quadratfuß (46.000 m²) Konferenz- und Tagungsräume. Die Resorts sind in drei Kategorien unterteilt — Deluxe, Moderate und Value — und fünf Resort-Bereiche: Magic Kingdom, EPCOT, Wide World of Sports, Animal Kingdom und Disney Springs. Informell als „Disney Bubble“ bekannt, gilt das Übernachten auf dem Gelände als ein immersives Erlebnis.

Zusätzlich befinden sich 12 unabhängig betriebene Hotels auf dem Gelände, die von Disney gepachtet werden und etwa 7.300 zusätzliche Zimmer anbieten. Es gibt auch ein hoteleigenes Haustierhotel, das von Best Friends Pet Care betrieben wird, für Gäste, die mit Tieren reisen. 

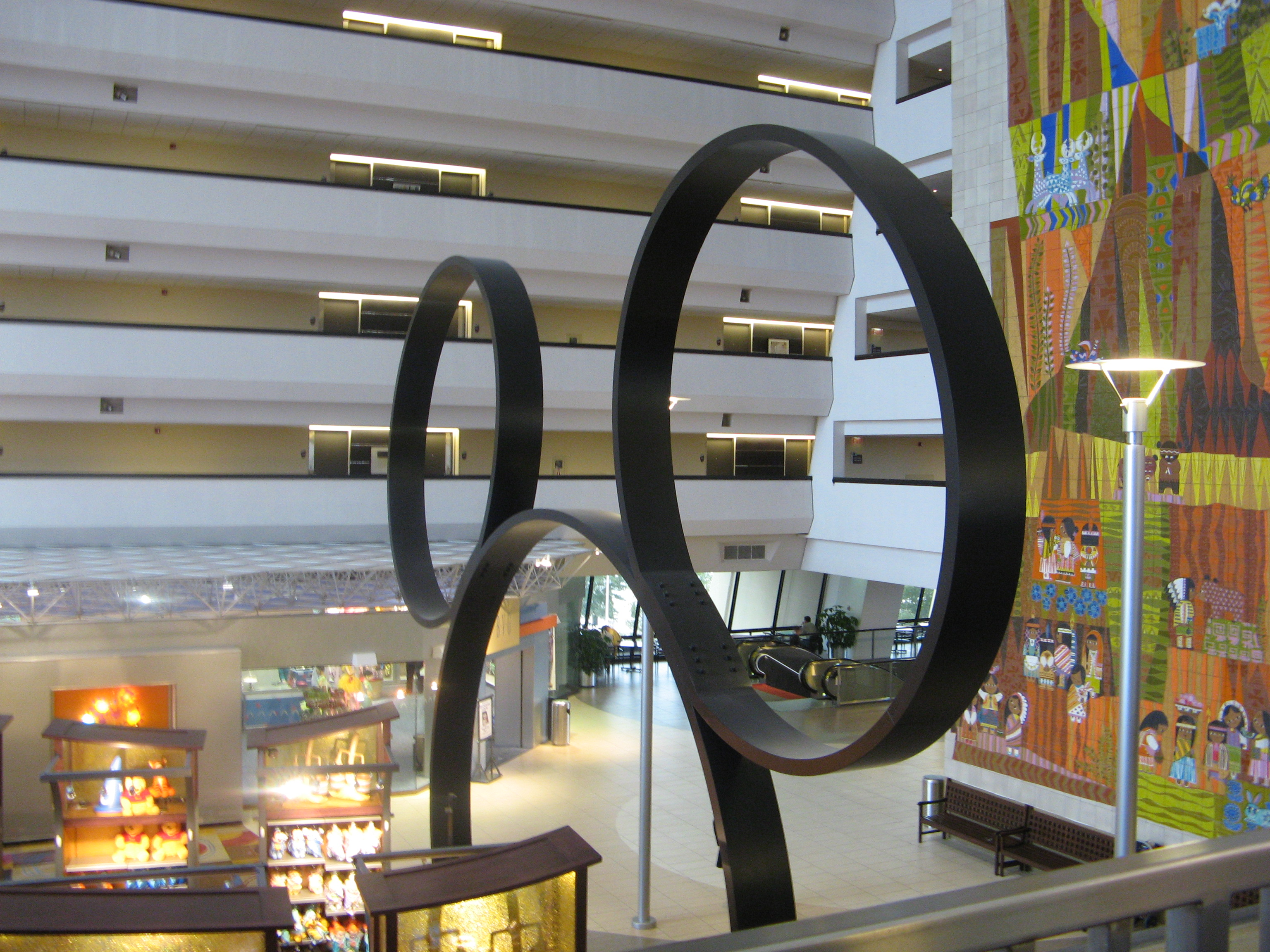
Halle von Disney’s Contemporary Resort

### Disney-Hotelresorts auf dem Walt Disney World Resort Areal
| Name                                          | Bild | Eröffnungsdatum   | Thematisierung                                       | Zimmeranzahl                  | Resort-Gebiet        |
| --------------------------------------------- | ---- | ----------------- | ---------------------------------------------------- | ----------------------------- | -------------------- |
|                                               |      |                   |                                                      |                               |                      |
| Deluxe Resort Hotels                          |      |                   |                                                      |                               |                      |
| Disney’s Animal Kingdom Lodge                 |      | 16. April 2001    | Afrikanisches Wildreservat                           | 1.307 708 Villen              | Animal Kingdom       |
| Disney’s Beach Club Resort                    |      | 19. November 1990 | Küstenhotel in Newport, Neuengland                   | 576 282 Villen                | Epcot                |
| Disney’s BoardWalk Inn                        |      | 1. Juli 1996      | Hotel an der Atlantikküste im frühen 20. Jahrhundert | 378 530 Villen                | Epcot                |
| Disney’s Contemporary Resort                  |      | 1. Oktober 1971   | Modernes Design                                      | 655 428 Villen                | Magic Kingdom        |
| Disney’s Grand Floridian Resort & Spa         |      | 1. Juli 1988      | Florida im frühen 20. Jahrhundert                    | 867 147 Villen                | Magic Kingdom        |
| Disney's Old Key West Resort                  |      | 20. Dezember 1991 | Hotel in Key West im frühen 20. Jahrhundert          | 761 Villen                    | Disney Springs       |
| Disney’s Polynesian Village Resort            |      | 1. Oktober 1971   | Südpazifik                                           | 492 380 Villen                | Magic Kingdom        |
| Disney's Riviera Resort                       |      | 16. Dezember 2019 | Europäische Riviera                                  | 300 Villen                    | Epcot                |
| Disney's Saratoga Springs Resort & Spa        |      | 17. Mai 2004      | Staat New York im späten 19. Jahrhundert             | 1.320 Villen                  | Disney Springs       |
| Disney’s Yacht Club Resort                    |      | 5. November 1990  | Hotel auf der Insel Martha's Vineyard                | 621                           | Epcot                |
| Disney’s Wilderness Lodge                     |      | 28. Mai 1994      | Nordamerikanische Nationalparks                      | 729 365 Villen                | Magic Kingdom        |
| Moderate Resort Hotels                        |      |                   |                                                      |                               |                      |
| Disney’s Caribbean Beach Resort               |      | 1. Oktober 1988   | Karibische Inseln                                    | 1.536                         | Epcot                |
| Disney’s Coronado Springs Resort              |      | 1. August 1997    | Mexiko und amerikanischer Südwesten                  | 1.915                         | Animal Kingdom       |
| Disney’s Port Orleans Resort – French Quarter |      | 17. Mai 1991      | New Orleans                                          | 1.008                         | Disney Springs       |
| Disney’s Port Orleans Resort – Riverside      |      | 2. Februar 1992   | Tiefer Süden                                         | 2.048                         | Disney Springs       |
| Preiswerte Resort Hotels                      |      |                   |                                                      |                               |                      |
| Disney’s All-Star Movies Resort               |      | 15. Februar 1999  | Disney Filmklassiker                                 | 1.920                         | Animal Kingdom       |
| Disney’s All-Star Music Resort                |      | 22. November 1994 | Musik                                                | 1.604                         | Animal Kingdom       |
| Disney’s All-Star Sports Resort               |      | 24. April 1994    | Sport                                                | 1.920                         | Animal Kingdom       |
| Disney’s Art of Animation Resort              |      | 31. Mai 2012      | Disney und Pixar Animationsfilme                     | 1.984                         | Wide World of Sports |
| Disney’s Pop Century Resort                   |      | 14. Dezember 2003 | Amerikanische Popkultur des 20. Jahrhunderts         | 2.880                         | Wide World of Sports |
| Hütten und Zeltplätze                         |      |                   |                                                      |                               |                      |
| Disney’s Fort Wilderness Resort & Campground  |      | 19. November 1971 | Ländliche Wälder                                     | 800 Zeltplätze 409 Waldhütten | Magic Kingdom        |
| Wohnanlagen                                   |      |                   |                                                      |                               |                      |
| Golden Oak at Walt Disney World Resort        |      | Herbst 2011       | Variiert                                             | 300 Eigenheime                | Magic Kingdom        |

### Hotelresorts anderer Betreiber auf dem Wald Disney World Resort Areal
| Name                                             | Bild | Eröffnungsdatum   | Thematisierung                    | Zimmeranzahl | Eigentümer                          | Resort-Gebiet  |
| ------------------------------------------------ | ---- | ----------------- | --------------------------------- | ------------ | ----------------------------------- | -------------- |
| Doubletree Guest Suite Resort                    |      | 15. März 1987     | Keine Thematisierung              | 229          | Hilton Worldwide                    | Disney Springs |
| Drury Plaza                                      |      | 21. November 1972 | Keine Thematisierung              | 325          | Drury Hotels                        | Disney Springs |
| Four Seasons Orlando at Walt Disney World Resort |      | 3. August 2014    | Keine Thematisierung              | 450          | Four Seasons                        | Magic Kingdom  |
| Hilton Orlando Buena Vista Palace                |      | 10. März 1983     | Keine Thematisierung              | 1.014        | Hilton Worldwide                    | Disney Springs |
| Hilton Orlando Lake Buena Vista                  |      | 23. November 1983 | Keine Thematisierung              | 787          | Hilton Worldwide                    | Disney Springs |
| Holiday Inn                                      |      | 8. Februar 1973   | Keine Thematisierung              | 323          | InterContinental Hotels Group       | Disney Springs |
| Renaissance Orlando Resort and Spa               |      | 1. Oktober 1972   | Keine Thematisierung              | 394          | B Hotels & Resorts                  | Disney Springs |
| Shades of Green                                  |      | Dezember 1973     | Country Club                      | 586          | United States Department of Defense | Magic Kingdom  |
| Walt Disney World Dolphin                        |      | 1. Juni 1990      | Küstennahes Florida & Unterwasser | 1.509        | Marriott International              | Epcot          |
| Walt Disney World Swan                           |      | 13. Januar 1990   | Küstennahes Florida & Unterwasser | 758          | Marriott International              | Epcot          |
| Walt Disney World Swan Reserve                   |      | 4. November 2021  | Boutique Hotel                    | 349          | Marriott International              | Epcot          |
| Wyndham Lake Buena Vista                         |      | 15. Oktober 1972  |                                   | 626          | Wyndham Hotels & Resorts            | Disney Springs |

### Nicht mehr bestehende Hotelresorts
| Name                            | Eröffnung    | Schließung / Umbenennung | Thematisierung                           | Zimmeranzahl                           | Verbleib                                                                                 | Resort-Gebiet     |
| The Golf Resort                 | 1973         | 1986                     | Country Club                             | 151                                    | The Disney Inn                                                                           | Magic Kingdom     |
| The Disney Inn                  | 1986         | 1994                     | Country Club                             | 151                                    | Shades of Green als Erholungsresort des Verteidigungsministerium der Vereinigten Staaten | Magic Kingdom     |
| Disney’s Village Resort         | 1975         | 1996                     | Staat New York im späten 19. Jahrhundert |                                        | Villas at Disney Institute                                                               | Disney Springs    |
| Villas at Disney Institute      | 1996         | 2003                     | Staat New York im späten 19. Jahrhundert | Disney’s Saratoga Springs Resort & Spa |                                                                                          | Disney Springs    |
| Star Wars: Galactic Starcruiser | 1. März 2022 | 30. September 2023       | Star Wars                                | 100                                    | Geschlossen aber noch bestehend                                                          | Hollywood Studios |

- Celebration – eine von Disney designte Planstadt die im Jahr 1994 von der Walt Disney Company realisiert wurde. Die Stadt ist heute in öffentlicher Hand.
- Lake Buena Vista – Das Gebiet sollte eine komplette Gemeinde mit mehreren Wohnanlagen, Einkaufsmöglichkeiten und Büros werden. Im Jahr 1970 wurden aber die Wohnungen in Übernachtungsmöglichkeiten umstrukturiert, welche im Jahr 2000 abgerissen wurden, um Disney’s Saratoga Springs Resort & Spa zu errichten.

### Nicht realisierte Hotelresorts
- Disney’s Asian Resort
- Disney’s Persian Resort
- Disney’s Venetian Resort
- Disney’s Mediterranean Resort
- Fort Wilderness Junction
- Reflections – A Disney Lakeside Lodge

## Jährliche Veranstaltungen
- Mickey's Not-So-Scary Halloween Party (1995–heute) — findet im Magic Kingdom während der Herbstsaison statt.
- Mickey's Very Merry Christmas Party (1983–heute) — findet im Magic Kingdom während der Weihnachtszeit statt.
- EPCOT International Food & Wine Festival (1995–heute) — findet im EPCOT während der Herbstsaison statt. Umfasst die Eat To The Beat! Konzertreihe.
- EPCOT International Flower & Garden Festival (1994–heute) — findet im EPCOT im Frühling und Sommer statt. Umfasst die Garden Rocks! Konzertreihe.
- EPCOT International Festival of the Arts (2018–heute) — findet jeden Februar und März im EPCOT statt. Umfasst die Disney on Broadway Konzertreihe.
- EPCOT International Festival of the Holidays (1996–heute) — findet während der Weihnachtszeit im EPCOT statt.
- Candlelight Processional (1971–heute) — findet im EPCOT während der Weihnachtszeit statt.
- runDisney — Marathonrennen werden jedes Jahr veranstaltet, darunter der Walt Disney World Halbmarathon, der Wine N Dine Halbmarathon und der Disney Princess-Halbmarathon.
- H2O Glow Nights — eine spezielle Ticketveranstaltung, die an ausgewählten Nächten jeden Sommer im Typhoon Lagoon stattfindet. Eine Nacht-Glow-Party.
- Disney After Hours — eine spezielle Ticketveranstaltung, die an ausgewählten Nächten in ausgewählten Parks stattfindet.
- Moonlight Magic — exklusive Nächte nur für Disney Vacation Club-Mitglieder in ausgewählten Parks an bestimmten Tagen im Jahr.
- Disney Parks Christmas Day Parade (1983–heute) — wird jedes Jahr in Disney World gefilmt und am Weihnachtsmorgen national ausgestrahlt.

## Resortbetrieb

### RFID-Tickets, Disney Genie und Lightning Lane

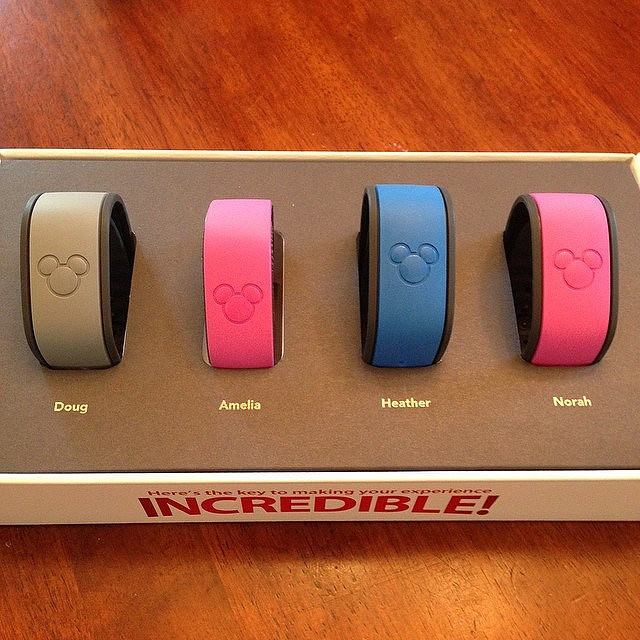
RFID Magic Bands

Seit Ende 2013 hat das Walt Disney World Resort schrittweise ein neues Ticketsystem eingeführt, das auf RFID-Plastikkarten basiert. Dieses System ersetzte die bisherigen Eintrittskarten und ermöglichte eine effizientere Zugangskontrolle. Gleichzeitig wurde das traditionelle FastPass-System auf FastPass+ umgestellt, wodurch Gäste ihre bevorzugten Attraktionen im Voraus reservieren konnten.
Resort-Hotelgäste hatten die Möglichkeit, am "MyMagic+"-Programm teilzunehmen. Dieses Programm führte das RFID-Kunststoffarmband, bekannt als MagicBand, ein, das sowohl als Eintrittskarte für die Parks als auch als Zimmerschlüssel in den Resort-Hotels diente. Am 31. März 2014 wurde die Umstellung im gesamten Walt Disney World Resort abgeschlossen, und seitdem werden ausschließlich die neuen RFID-Plastikkarten als Eintrittskarten für alle Gäste verwendet.
Die Reservierung von FastPasses war seitdem nur noch über die Handy-App "My Disney Experience", die "MyMagic+"-Webseite und über Touchscreens im Park möglich. Gäste konnten im Voraus maximal drei FastPasses pro Tag buchen. Nach Nutzung dieser drei Reservierungen bestand die Möglichkeit, weitere FastPasses für den gleichen Tag zu buchen.

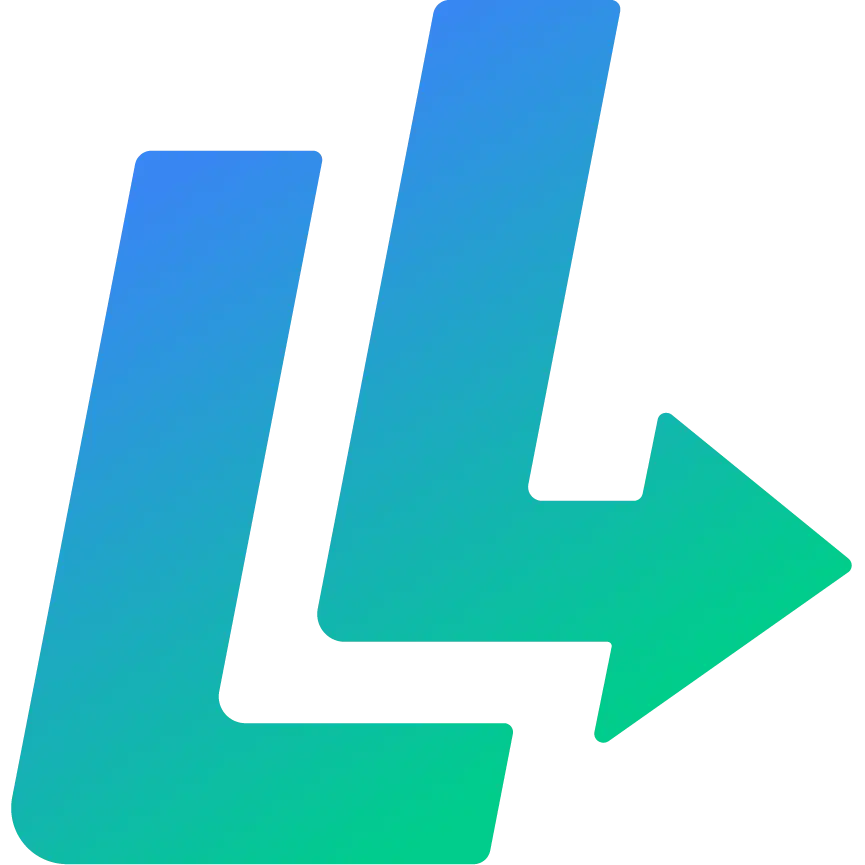
Lightning Lane Logo

Im Oktober 2021 führte Disney das "Disney Genie"-System ein, ein digitales Planungstool, das in die My Disney Experience App integriert ist. Dieses kostenlose Tool bietet personalisierte Empfehlungen und hilft Gästen, ihren Tag im Park effizienter zu gestalten. Zusätzlich wurde der kostenpflichtige Service "Disney Genie+" eingeführt, der es Gästen ermöglicht, gegen eine Gebühr Zugang zu den sogenannten Lightning Lanes zu erhalten, um Wartezeiten bei ausgewählten Attraktionen zu verkürzen.
Ab dem 24. Juli 2024 wurden weitere Änderungen vorgenommen: Das "Disney Genie+"-System wurde durch den "Lightning Lane Multi Pass" ersetzt, während die individuellen Lightning Lane-Buchungen nun als "Lightning Lane Single Pass" bezeichnet werden. Diese neuen Optionen ermöglichen es Gästen, ihre bevorzugten Attraktionen bis zu sieben Tage im Voraus zu reservieren, was eine verbesserte Planungsmöglichkeit bietet.
Zusätzlich wurde im Oktober 2024 der "Lightning Lane Premier Pass" eingeführt, der es Gästen ermöglicht, gegen eine höhere Gebühr von bis zu 449 US-Dollar pro Tag direkten Zugang zu zahlreichen Attraktionen zu erhalten, ohne spezifische Zeiten im Voraus festlegen zu müssen. Dieses Angebot richtet sich an Gäste, die bereit sind, für ein exklusiveres Erlebnis mehr zu investieren.

### Disney Transport

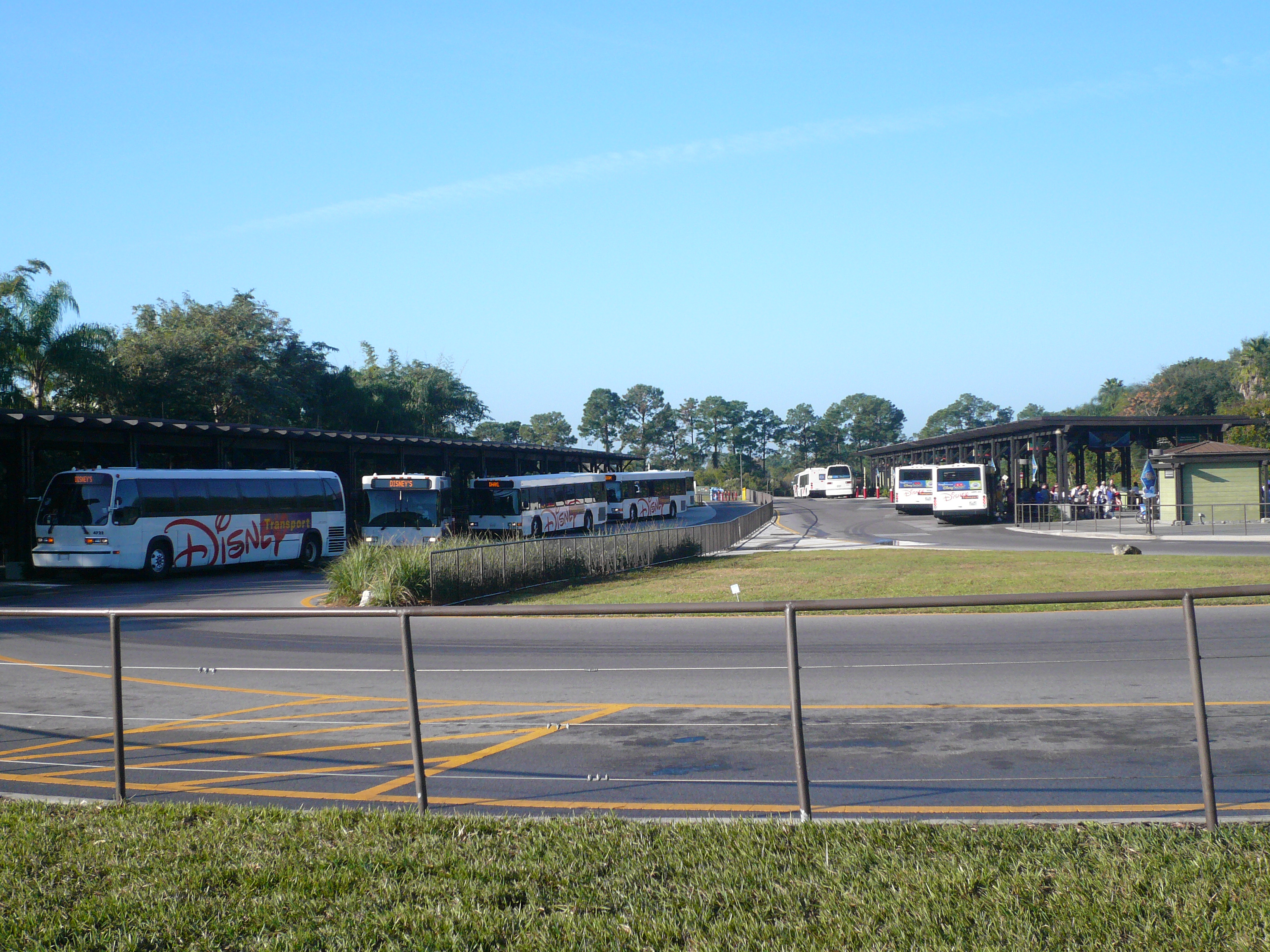
Bushaltestelle bei Disney's Animal Kingdom

Das Disney-Transport-System im Walt Disney World Resort in Florida bietet Gästen eine Vielzahl kostenloser Verkehrsmittel, die eine nahtlose Verbindung zwischen den Themenparks, Resorts und anderen Attraktionen ermöglichen. Die Infrastruktur umfasst:
Busse: Disney Transport betreibt eine Flotte von etwa 486 Bussen, die Gäste zwischen den verschiedenen Parks, Resorts und Disney Springs befördern. Diese Busse verkehren in der Regel alle 20 Minuten und bieten klimatisierten Komfort sowie Barrierefreiheit für Rollstuhlfahrer. An den Haltestellen informieren digitale Anzeigen über die voraussichtlichen Ankunftszeiten der nächsten Busse.
Die gesamte Disney Transport-Busflotte verwendet R50 erneuerbaren Diesel, der aus gebrauchtem Speiseöl und nicht verzehrbaren Lebensmittelabfällen des Resorts gewonnen wird.
Monorail: Das Monorail-System besteht aus drei Linien:
- Express-Linie: Direkte Verbindung zwischen dem Transportation and Ticket Center (TTC) und dem Magic Kingdom.
- Resort-Linie: Bedient das TTC, das Magic Kingdom sowie die Resorts Polynesian Village, Grand Floridian und Contemporary.
- EPCOT-Linie: Verbindet das TTC mit EPCOT.

Insgesamt sind 12 Monorail-Züge im Einsatz, die eine schnelle und effiziente Fortbewegung ermöglichen.
Boote: Disney verfügt über eine Flotte von 38 Wasserfahrzeugen, darunter:
- 3 Fähren: Verbinden das TTC mit dem Magic Kingdom über die Seven Seas Lagoon.
- 8 Friendship-Boote: Bedienen Strecken zwischen EPCOT, Disney's Hollywood Studios und den Resorts BoardWalk, Yacht & Beach Club sowie dem Swan & Dolphin.
- 6 Motorboote: Verkehren zwischen dem Magic Kingdom und den Resorts Grand Floridian, Polynesian Village, Fort Wilderness und Wilderness Lodge.
- 4 Motor-Kreuzer: Bedienen ähnliche Strecken wie die Motorboote.
- 15 Wassertaxis: Verbinden Disney Springs mit den Resorts Port Orleans, Old Key West und Saratoga Springs.

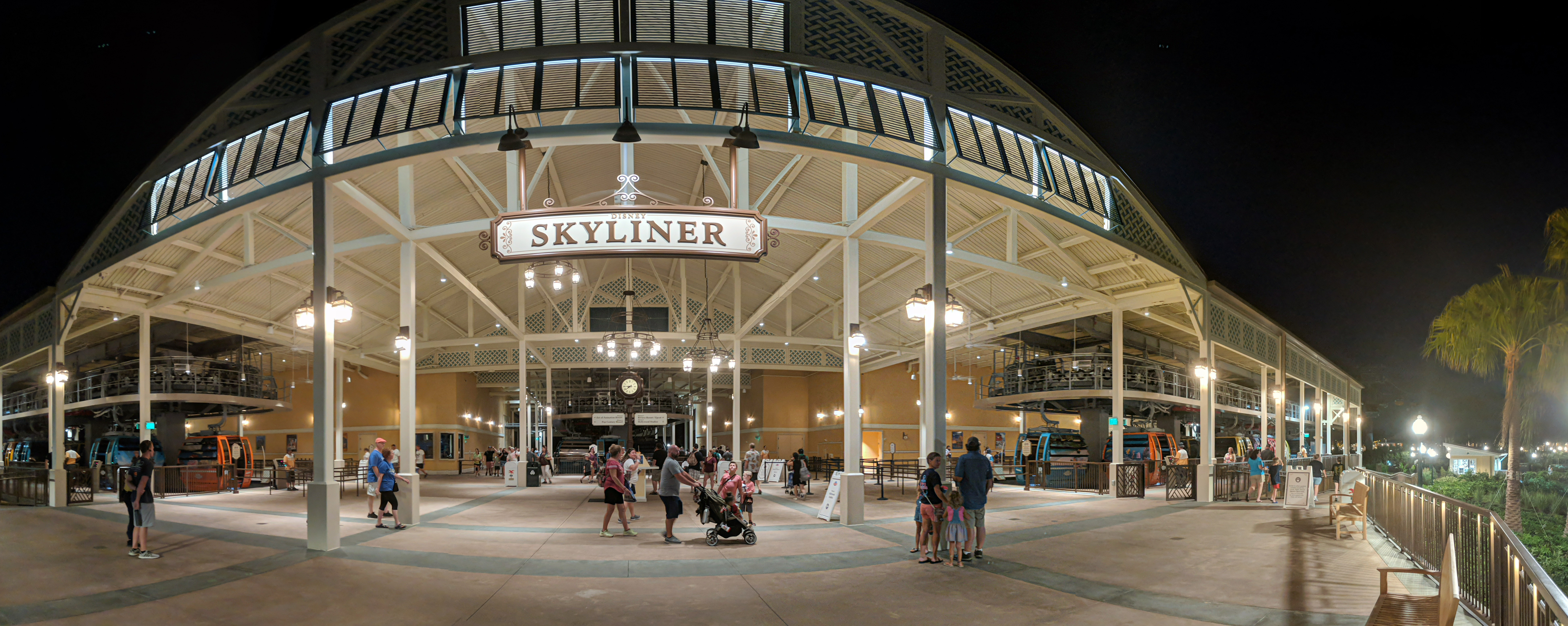
Gondelbahnstation des Disney Skyliner

Disney Skyliner: Dieses Gondelbahnsystem, eröffnet im Jahr 2019, verbindet Disney's Hollywood Studios und den International Gateway von EPCOT mit den Resorts Caribbean Beach, Riviera, Art of Animation und Pop Century. Die Flotte umfasst über 250 Gondeln, die jeweils bis zu 10 Gäste befördern können. Die Gondeln sind barrierefrei und bieten während der Fahrt beeindruckende Ausblicke auf das Resort.
Parkplatztrams: Für den Transport innerhalb der großen Parkplatzbereiche stehen 28 Trams zur Verfügung, die Gäste von den Parkplätzen zu den Eingängen der Themenparks bringen.
Im Jahr 2024 kündigte Disney die Einführung von über 90 neuen Bussen an, die mit modernen Annehmlichkeiten wie Ladestationen an jedem Sitzplatz ausgestattet sind. Diese neuen Busse sollen ältere Modelle ersetzen und die Transportkapazität erhöhen, um den steigenden Besucherzahlen gerecht zu werden.

### Utilidor System
Das Utilidor System des Walt Disney World Resorts ist einer der größten Versorgungstunnelsysteme der Welt. Die Utilidors, (kurz für "utility Corridors", deutsch: Versorgungsgänge) sind Teil des Backstage-Bereichs von Disney und ermöglichen es den Mitarbeitern, unbemerkt von den Gästen den Betrieb aufrechtzuerhalten. So werden beispielsweise Abfälle durch ein pneumatisches Röhrensystem transportiert, und kostümierte Charaktere wie Mickey Mouse können diskret von einem Punkt zum anderen im Park gelangen.
Die Idee für die Utilidors entstand, als Walt Disney bemerkte, dass Mitarbeiter in unpassenden Kostümen durch thematisch unterschiedliche Bereiche des Parks gingen, was die immersive Erfahrung der Gäste beeinträchtigte. Um dies zu vermeiden, wurde das Magic Kingdom auf einer erhöhten Ebene über den Tunneln errichtet, da der hohe Grundwasserspiegel in Florida den Bau unterirdischer Strukturen erschwerte.
Neben dem Magic Kingdom verfügt auch Epcot über ein kleineres Tunnelsystem unter dem zentralen Bereich von Future World, insbesondere unter Spaceship Earth und Innoventions. Im Disneyland in Kalifornien gibt es ebenfalls ein begrenztes Tunnelsystem, das sich hauptsächlich unter Tomorrowland befindet.
Die Utilidors spielen eine entscheidende Rolle für den reibungslosen Betrieb der Parks, indem sie logistische Abläufe hinter den Kulissen ermöglichen und so die magische Atmosphäre für die Gäste aufrechterhalten.

### Arbeitnehmer
Das Walt Disney World Resort eröffnete am 1. Oktober 1971 mit rund 5.500 sogenannten "Cast Members" und hat sich seitdem erheblich vergrößert. Bis 2020 stieg die Anzahl der Beschäftigten auf etwa 77.000, was das Resort zum größten regionalen Arbeitgeber in den USA macht. Die jährlichen Lohnzahlungen des Resorts übersteigen drei Milliarden Dollar. Das Resort bietet verschiedene Programme an, darunter das Disney College Program, das Disney International Program und das Cultural Representative Program, die Teilnehmern einzigartige berufliche Erfahrungen ermöglichen. Im September 2020 führte die COVID-19-Pandemie zu Entlassungen von mehr als 15.000 Mitarbeitern. Seitdem hat sich das Resort jedoch erholt und plant umfangreiche Erweiterungen, einschließlich neuer Attraktionen und Themenbereiche, um das Gästeerlebnis weiter zu verbessern.

#### Gewerkschaften
Fast alle stündlich beschäftigten, gastorientierten Cast Members arbeiten unter Gewerkschaftsverträgen. Der aktuellste Vertrag wurde 2023 ausgehandelt und gilt bis 2027. Er legt den Einstiegslohn für Teilzeit- und Vollzeit-Cast bei 17 Dollar pro Stunde fest, mit zusätzlichen Prämien für bestimmte Rollen. Die Gewerkschaftsmitgliedschaft wird allen Cast-Mitgliedern angeboten, die bei Beginn ihrer Anstellung dafür in Frage kommen. An jedem Standort auf dem Gelände gibt es einen offiziellen Vertreter, der als Vertrauensperson fungiert und bei Bedarf mit der Disney-Führung verhandelt, um die im Vertrag festgelegten Rechte zu verteidigen.
- UNITE HERE Local 362 – Vertritt Rollen in den Bereichen Attraktionen, Reinigung und Urlaubsplanung.[25]
- Transportation Communications International Union
  - Local 737 – Vertritt das Reinigungspersonal und das Personal in der Gastronomie.
  - Local 1908 – Vertritt zahlreiche Rollen, einschließlich Concierge, Rettungsschwimmer, Gepäckdienst und Cast-Mitglieder für Monorail und Wasserfahrzeuge.[26]
- United Food and Commercial Workers Local 1625 – Vertritt das Merchandise- und Gastronomie-Personal.
- International Brotherhood of Teamsters Local 385 – Vertritt das Unterhaltungspersonal, Busfahrer, Wäschepersonal und Parkpersonal.[27]
- International Alliance of Theatrical Stage Employees Local 361 – Vertritt Kostümbildner, Kosmetiker und Unterhaltungstechniker.[28]
- Actors' Equity Association Orlando Area Theatre – Vertritt Mitglieder, die unter Vertrag bei Walt Disney World stehen, einschließlich der Darsteller von "Festival of The Lion King", "Voices of Liberty", "The Dapper Dans", "Mickey's Royal Friendship Faire", "Beauty and the Beast: Live on Stage", "Indiana Jones Stunt Spectacular", "Hoop-Dee-Do Review" und "Finding Nemo: The Big Blue and Beyond".[29]

### Organisationskultur
Die Organisationskultur des Walt Disney World Resorts ist stark von der Theatersprache geprägt, was sich in der spezifischen Terminologie für verschiedene Aspekte des Parks widerspiegelt. Besucher werden stets als „Gäste“ bezeichnet, während die Mitarbeiter als „Cast Members“ (Ensemblemitglieder) fungieren. Die Attraktionen des Parks werden als „Attractions“ oder „Experiences“ (Erlebnisse) bezeichnet. Bereiche, die für Gäste nicht zugänglich sind, werden als „Backstage“ (Hinterbühne) bezeichnet.
Diese Praxis geht auf Walt Disneys Vision zurück, den Park als eine Bühne zu betrachten, auf der jeder Mitarbeiter eine Rolle spielt, um den Gästen ein unvergessliches Erlebnis zu bieten. Diese Theatermetapher fördert ein hohes Maß an Professionalität und Engagement unter den Mitarbeitern, da sie sich als Teil einer Inszenierung sehen, die darauf abzielt, die Gäste zu begeistern.
Im Laufe der Jahre hat sich diese Organisationskultur weiterentwickelt und verfeinert. Die Einführung von Programmen wie dem Disney Cultural Representative Program, das internationale Mitarbeiter einbezieht, hat die Vielfalt und Authentizität der „Cast Members“ erhöht. Zudem wurden kontinuierlich Schulungsprogramme implementiert, um sicherzustellen, dass alle Mitarbeiter die hohen Standards der Gastfreundschaft und des Services einhalten, die Disney auszeichnen.

### Sicherheit

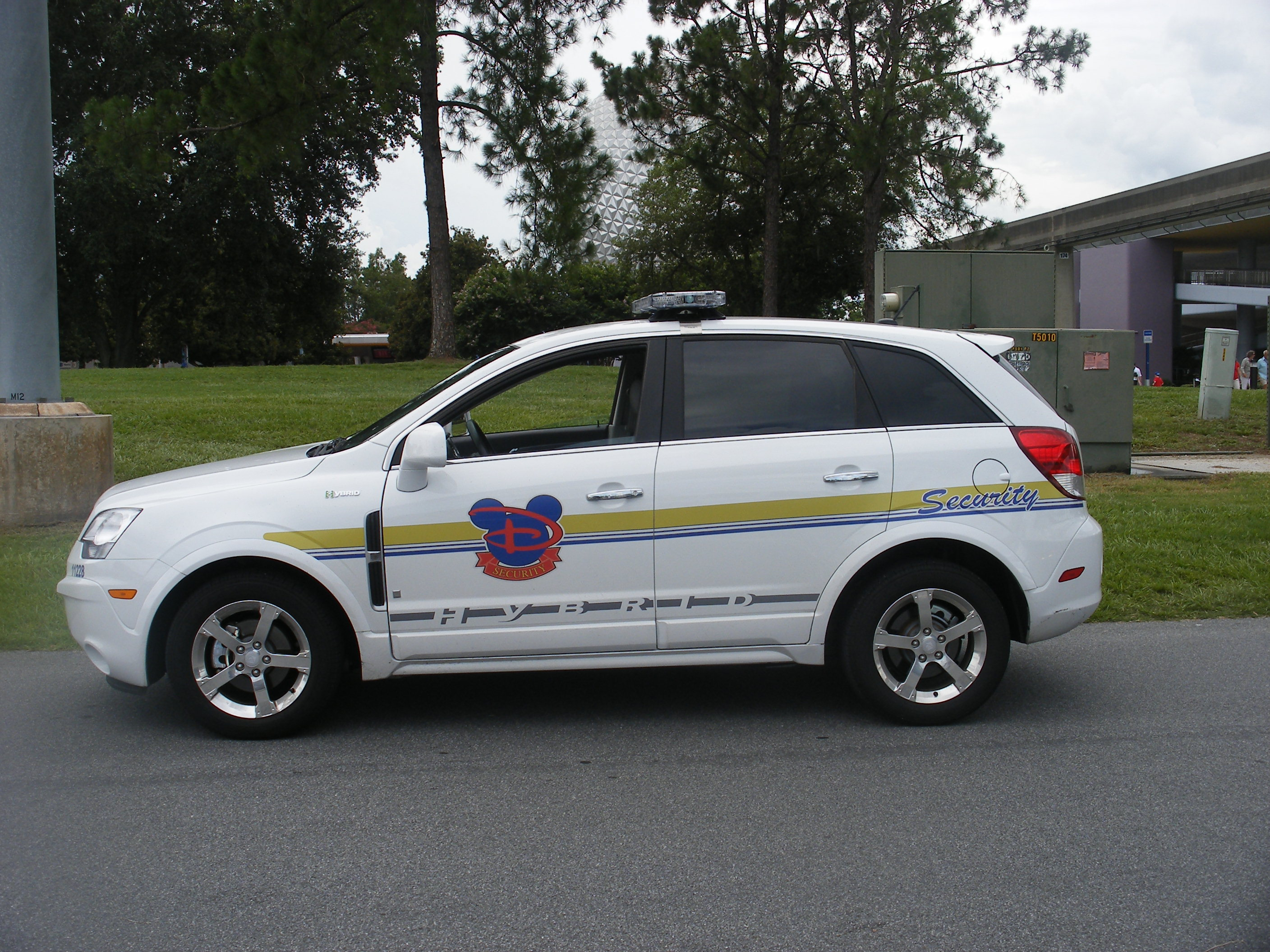
Fahrzeug der Disney Sicherheit

Die Sicherheitsmaßnahmen in den Disney-Parks haben sich im Laufe der Jahre kontinuierlich weiterentwickelt, um den Schutz der Gäste und Mitarbeiter zu gewährleisten.
Frühe Sicherheitsvorkehrungen: In den Anfangsjahren der Disney-Parks war das Sicherheitspersonal hauptsächlich in typischen Wachmann-Uniformen gekleidet. Einige Mitarbeiter traten jedoch bewusst in Zivil auf, um unauffällig für die Sicherheit zu sorgen.
Verstärkte Maßnahmen nach dem 11. September 2001: Nach den Terroranschlägen vom 11. September 2001 wurden die Sicherheitsvorkehrungen erheblich verschärft. Uniformiertes Sicherheitspersonal wurde vor jedem Disney-Park in Florida stationiert, um die Taschen der Gäste beim Betreten der Parks zu durchsuchen.
Erweiterte Sicherheitsmaßnahmen Ende 2015: Ende 2015 bestätigte Disney die Einführung weiterer Sicherheitsmaßnahmen:
- Installation von Metalldetektoren an den Eingängen.
- Durchführung von zufälligen Zweitkontrollen.
- Einsatz von Hunden, die darauf trainiert sind, am Körper getragene Sprengstoffe innerhalb der Parks aufzuspüren.
- Erhöhung der Anzahl des uniformierten Sicherheitspersonals in Walt Disney World und Disneyland.

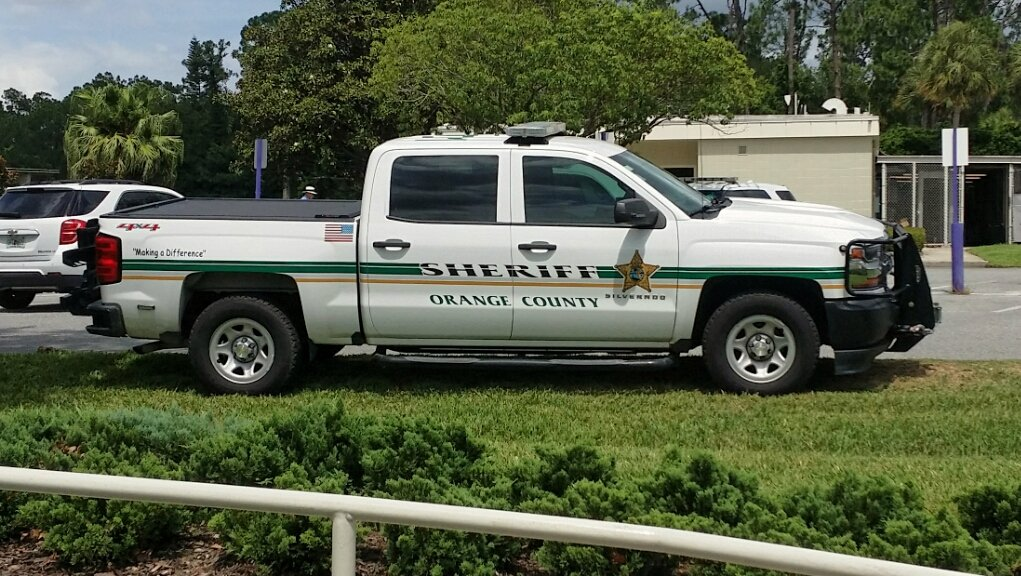
Orange County Sheriff

Erweiterte Kontrollen ab 2017: Seit dem 3. April 2017 wurden zusätzliche Taschenkontrollpunkte an verschiedenen Zugängen eingerichtet:
- An den Zugängen zur Einschienenbahn des Magic Kingdom Resorts.
- An den Zugängen zur Fähre des Transportation and Ticket Centers vor dem Einschiffen.
- Auf dem Fußweg vom Disney’s Contemporary Resort.

Einführung von KI-gestützten Sicherheitskontrollen im Jahr 2020: Im Juli 2020 begann Disney mit der Implementierung eines neuen, KI-gestützten Sicherheitssystems von Evolv Technology in allen vier Themenparks von Walt Disney World. Dieses System ersetzt die traditionellen Metalldetektoren und ermöglicht es den Gästen, ohne Anhalten oder das Auspacken ihrer Taschen durch die Sicherheitskontrollen zu gehen. Das System nutzt fortschrittliche Sensoren und maschinelles Lernen, um verdeckte Waffen zu erkennen, während die Gäste in natürlichem Tempo passieren. Diese Technologie verbessert nicht nur die Sicherheit, sondern auch das Gästeerlebnis, indem sie Wartezeiten reduziert und den Durchfluss an den Eingängen erhöht.
Zusammenarbeit mit lokalen Behörden: Der Orange County Sheriff unterhält ein Büro auf dem Disney-Gelände. Dieses dient in erster Linie dazu, Personen zu bearbeiten, die vom Disney-Sicherheitspersonal des Ladendiebstahls beschuldigt werden.

### Stromversorgung
Walt Disney World benötigt schätzungsweise 1 Milliarde Kilowattstunden Elektrizität jährlich, was das Unternehmen fast 100 Millionen Dollar an jährlichen Energiekosten kostet. Neben der Hauptversorgung mit fossilen Brennstoffen und Kernenergie aus dem staatlichen Stromnetz verfügt Walt Disney World über zwei Solarenergieanlagen auf dem Gelände: eine 22-acre (0,034 Quadratmeilen; 0,089 km²) große, in Form von Mickey Mouse gestaltete Solarpanelfarm in der Nähe von EPCOT und eine 270-acre (0,42 Quadratmeilen; 1,1 km²) große Anlage in der Nähe von Disney's Animal Kingdom. Die größere Anlage produziert genug Solarenergie, um zwei der Themenparks des Resorts mit Strom zu versorgen. Die Standorte werden von Duke Energy und dem Central Florida Tourism Oversight District betrieben.

### Schließungen und Betriebsstörungen
Das Walt Disney World Resort hatte bisher 15 ungeplante Betriebsstörungen:
- 31. August 1985 wegen Hurrikan Elena.[40]
- 15. September 1999 wegen Hurrikan Floyd[41],
- 11. September 2001 wegen den Terroranschlägen am 11. September 2001[42],
- 13. August 2004 wegen Hurrikan Charley[43],
- 4. bis 5. September 2004 wegen Hurrikan Frances[43],
- 26. September 2004 wegen Hurrikan Jeanne[43],
- 24. Oktober 2005 morgens wegen Hurrikan Wilma,[40]
- 6. Oktober Nachmittags bis 7. Oktober 2016 wegen Hurrikan Matthew[43],
- 10. bis 11. September 2017 wegen Hurrikan Irma[43],
- 3. September 2019 für einen halben Tag (außer Epcot und Disney Springs) wegen Hurrikan Dorian[43],
- 16. März bis 10. Juli 2020 wegen der COVID-19-Pandemie. Disney Springs eröffnete bereits am 20. Mai wieder. Die Freizeitparks eröffneten mit stark reduzierter Kapazität ab dem 11. Juli 2020 schrittweise wieder ihre Tore,[40]
- 28. bis 29. September 2022 wegen Hurrikan Ian,[40]
- Öffnungszeitenverkürzungen am 09. und 11. November 2022 wegen Hurrikan Nicole,[40]
- Am 26. September 2024 wurde die Mickey’s Not-So-Scary Halloween Party wegen Hurrikan Helene abgesagt,[40]
- 10. Oktober 2024 wegen Hurrikan Milton.[40]

Wie sein Schwesterresort können die Parks des Resorts früher schließen, um verschiedene Sonderveranstaltungen wie spezielle Presseveranstaltungen, Gruppenreisen, VIP-Gruppen und private Partys zu berücksichtigen.  Es ist üblich, dass ein Unternehmen ganze Parks für den Abend mietet. In solchen Fällen werden spezielle Pässe ausgegeben, die für den Zugang zu allen Fahrgeschäften und Attraktionen gültig sind. An den Ticketkassen und auf veröffentlichten Zeitplänen werden die Gäste über die frühen Schließungen informiert. Dann kündigen die Cast Members an, dass die Parks schließen, einige Zeit bevor die private Veranstaltung beginnt, und räumen die Parks von Gästen, die keine speziellen Pässe haben.

## Geschäftsbereiche
Walt Disney World hat mehrere Abteilungen, die verschiedene Aktivitäten und Veranstaltungen im Laufe des Jahres organisieren. Diese Abteilungen umfassen:
- Disney Imagination Campus — betreibt Magic Music Days, Disney Performing Arts, Festival Disney, The Dreamers Academy und andere Jugendprogramme, die Jugendlichen Möglichkeiten bieten, innerhalb von Walt Disney World zu lernen und aufzutreten.
- Disney Meetings and Events — plant große Besprechungen, Veranstaltungen und Konferenzen in Walt Disney World.
- The Disney Institute — bietet professionelle Entwicklung, Teambildung und Networking-Möglichkeiten unter Verwendung von Disney-Modellen und -Prinzipien an.
- Disney's Fairy Tale Weddings & Honeymoons — organisiert und plant Hochzeiten an verschiedenen Orten innerhalb von Walt Disney World, einschließlich Standorten innerhalb der Parks oder im Hochzeitspavillon.
- Disney Internships and Programs — betreibt verschiedene Praktika, die sich an Studenten richten, einschließlich des Disney College Program (DCP), der Disney International Programs (ICP), des Disney Hospitality Leadership Program (DHLP), des Cultural Representative Program (CRP), der Brazilian Summer Super Greeters, des Disney Culinary Program und Professional Internships (PI).

## Walt Disney World Campus
Der Campus von Walt Disney World umfasst zahlreiche Gebäude und Räume, die ausschließlich für das Management, Dienstleistungen für Cast Member und Freizeitaktivitäten der Cast Member genutzt werden. Die Walt Disney Company besitzt und betreibt außerdem einen Bürokomplex in Celebration, Florida, in dem Büros für Disney Cruise Line und Adventures by Disney untergebracht sind.
- Team Disney Orlando – der zentrale Standort der Unternehmensbüros in Walt Disney World.[44]
- Disney Event Group — Bürokomplex für verschiedene Geschäftsbereiche."
- Disney University – die zentrale Trainingsstätte für Cast Member.
- Walt Disney World Casting Center – der zentrale Ort für Personalwesen sowie Rekrutierung und Bindung von Mitarbeitern.[45]
- Partners Federal Credit Union – ein internes Bankensystem nur für Disney-Mitarbeiter, mit mehreren Standorten im gesamten Walt Disney World.
- Maingate Office Complex — beherbergt Büros für verschiedene Geschäftssegmente.
- Amateur Athletic Union — Bürogebäude, das sich im historischen Vorschauzentrum auf der Hotel Plaza Boulevard befindet.[46]
- Central Florida Tourism Oversight District — Hauptsitzgebäude, das sich in der Nähe von Disney Springs auf der Hotel Plaza Boulevard befindet.
- Mickey's Retreat — ein Erholungsbereich nur für Disney-Mitarbeiter, gelegen am Little Lake Bryan.[47]
- AdventHealth — betreibt zwei Notaufnahmen, die sich an der Ost- und Westseite des Geländes in der Nähe von Disney Springs und in Flamingo Crossings befinden. Gäste mit schwerwiegenden Erkrankungen und Verletzungen werden ins größere AdventHealth Celebration transportiert.
- YMCA of Central Florida — betreibt zwei Standorte auf dem Gelände, die Tagesbetreuung und Bildungsprogramme für Kinder von Walt Disney World-Mitarbeitern anbieten.[48]
- The Center for Living Well — bietet Gesundheitsdienste für Disney-Mitarbeiter, betrieben von Premise Health.[49]
- Flamingo Crossings Village — Heimat der Disney-Programme und Praktikanten.[50]
- Disney Aspire — bietet eligible Mitarbeitern von Walt Disney World kostenlose Studiengebühren. Das Programm, das 2018 gestartet wurde, bietet ausgewählte Studiengänge in Partnerschaft mit bestimmten Schulen und Studiengängen an.[51]
- VoluntEARS — Disneys internes Freiwilligenprogramm. Disney-Cast-Mitglieder engagieren sich ehrenamtlich für lokale gemeinnützige und umweltbezogene Zwecke.[52]

## Besucherzahlen
Im ersten Betriebsjahr 1971 konnte das Resort 10.712.991 Besucher anziehen. Im Jahr 2019 waren alle vier Themenparks in den Top 9 der meist besuchten Parks der Welt vertreten. Auf Platz 1 stand das Magic Kingdom (20.963.000 Besucher), auf Platz 6 Disney’s Animal Kingdom (13.888.000 Besucher), auf Platz 7 Epcot (12.444.000 Besucher) und Platz 9 holte sich Disney’s Hollywood Studios (11.483.000 Besucher).
| Jahr | Magic Kingdom | Epcot      | Disney’s Hollywood Studios | Disney’s Animal Kingdom | Gesamt     |
| ---- | ------------- | ---------- | -------------------------- | ----------------------- | ---------- |
| 2008 | 17.063.000    | 10.935.000 | 9.608.000                  | 9.540.000               | 47.146.000 |
| 2009 | 17.233.000    | 10.990.000 | 9.700.000                  | 9.590.000               | 47.513.000 |
| 2010 | 16.972.000    | 10.825.000 | 9.603.000                  | 9.686.000               | 47.086.000 |
| 2011 | 17.142.000    | 10.826.000 | 9.699.000                  | 9.783.000               | 47.450.000 |
| 2012 | 17.536.000    | 11.063.000 | 9.912.000                  | 9.998.000               | 48.509.000 |
| 2013 | 18.588.000    | 11.229.000 | 10.110.000                 | 10.198.000              | 50.125.000 |
| 2014 | 19.332.000    | 11.454.000 | 10.312.000                 | 10.402.000              | 51.500.000 |
| 2015 | 20.492.000    | 11.798.000 | 10.828.000                 | 10.922.000              | 54.040.000 |
| 2016 | 20.395.000    | 11.712.000 | 10.776.000                 | 10.844.000              | 53.727.000 |
| 2017 | 20.450.000    | 12.200.000 | 10.722.000                 | 12.500.000              | 55.872.000 |
| 2018 | 20.859.000    | 12.444.000 | 11.258.000                 | 13.750.000              | 58.311.000 |
| 2019 | 20.963.000    | 12.444.000 | 11.483.000                 | 13.888.000              | 58.778.000 |
| 2020 | 6.941.000     | 4.044.000  | 3.675.000                  | 4.166.000               | 18.826.000 |
| 2021 | 12.691.000    | 7.752.000  | 8.589.000                  | 7.194.000               | 36.226.000 |
| 2022 | 17.133.000    | 10.000.000 | 10.900.000                 | 9.027.000               | 47.060.000 |
| 2023 | 17.720.000    | 11.980.000 | 10.300.000                 | 8.770.000               | 48.770.000 |

## Klima
|                        | Jan  | Feb  | Mär  | Apr  | Mai  | Jun  | Jul  | Aug  | Sep  | Okt  | Nov  | Dez  |   |      |
| Mittl. Temperatur (°C) | 15,3 | 17   | 19,2 | 22,1 | 24,8 | 26,6 | 27,1 | 27,2 | 26   | 23,3 | 19,6 | 17,2 | ⌀ | 22,1 |
| Mittl. Tagesmax. (°C)  | 20,9 | 22,6 | 25   | 27,7 | 30,2 | 31,2 | 31,4 | 31,4 | 30   | 27,7 | 24,6 | 22,4 | ⌀ | 27,1 |
| Mittl. Tagesmin. (°C)  | 11   | 12,6 | 14,3 | 17,1 | 20,1 | 23,1 | 23,9 | 24,2 | 23,2 | 19,9 | 15,7 | 13,3 | ⌀ | 18,2 |
|                        |      |      |      |      |      |      |      |      |      |      |      |      |   |      |
| Niederschlag (mm)      | 58   | 52   | 64   | 55   | 70   | 157  | 158  | 170  | 142  | 69   | 36   | 51   | Σ | 1082 |
|                        |      |      |      |      |      |      |      |      |      |      |      |      |   |      |
| Regentage (d)          | 5    | 5    | 5    | 5    | 7    | 14   | 16   | 17   | 14   | 8    | 4    | 4    | Σ | 104  |

| 11 |

| 12,6 |

| 14,3 |

| 17,1 |

| 20,1 |

| 23,1 |

| 23,9 |

| 24,2 |

| 23,2 |

| 19,9 |

| 15,7 |

| 13,3 |

| 11 |

| 12,6 |

| 14,3 |

| 17,1 |

| 20,1 |

| 23,1 |

| 23,9 |

| 24,2 |

| 23,2 |

| 19,9 |

| 15,7 |

| 13,3 |

## Management
- Josh D'Amaro – Vorstand, Disney Parks, Experiences and Products[54]
  - Jeff Vahle – Präsident der Walt Disney World
    - Maribeth Bisienere – Senior-Vizepräsidentin, Resorts, Transport und Premium Services
      - Alison Armor – Vizepräsident, Transportbetrieb
      - Mahmud Dhanani – Vizepräsident, Resorts

    - Rosalyn Durant – Senior-Vizepräsident, Disney Springs, ESPN Wide World of Sports und Wasser Parks
      - Faron Kelley – Vizepräsident, Sport und Wasser Parks
      - Matt Simon – Vizepräsident, Disney Springs

    - Jason Kirk  – Senior-Vizepräsident, Operations
      - Sarah Riles – Vizepräsidentin, Disney’s Animal Kingdom
      - Jackie Swisher  –  Vizepräsident, Disney’s Hollywood Studios
      - Melissa Valiquette  –  Vizepräsidentin, Magic Kingdom
      - Kartika Rodriguez – Vizepräsidentin, Epcot

## Dokumentarfilm
- zdf.de: USA extrem: Glanz und Elend der Themenparks (43 min)